# 피시디아의 안티오키아
피시디아의 안티오키아(그리스어: Ἀντιόχεια τῆς Πισιδίας)는 로마 제국 라틴어로는 안티오키아 카이사리아 또는 안티오키아 콜로니아 카이사레아라고 불렸으며, 튀르키예 호수 지역에 위치하여 지중해, 에게해, 중앙 아나톨리아 지역의 교차점에 있었다. 과거에는 피시디아와 프리기아의 경계에 있었기 때문에 프리기아의 안티오키아로도 알려져 있다. 이 유적지는 현대 이스파르타주의 도시인 얄바치에서 북동쪽으로 약 1km 떨어져 있다. 이 도시는 북쪽으로 최고점 1236m의 언덕에 위치해 있었다.

## 지리
이 도시는 동쪽으로 에이르디르 호수로 흘러드는 안티우스강의 깊은 협곡으로 둘러싸여 있으며, 북동쪽으로는 술탄산맥, 북쪽으로는 카라쿠슈산, 남동쪽으로는 크즐다으산, 남서쪽으로는 키리슐리산과 에이르디르 호수의 북쪽 해안이 있다.
지도상으로는 지중해와 매우 가깝지만, 남쪽의 따뜻한 기후는 토로스산맥의 높은 지형을 넘지 못한다. 기후상 목재지는 없지만, 술탄산맥에서 물을 공급받는 지역에서는 농작물이 자란다. 술탄산맥의 연평균 강수량은 봉우리에서 약 1000mm, 경사면에서 500mm이다. 이 물이 고원과 안티오키아에 공급된다. 피시디아의 다른 도시들인 네아폴리스, 티리아쿰, 라오디케이아 카타케카우메네, 필로멜리움은 경사면에 세워져 이 비옥함의 혜택을 받았다.
아크로폴리스는 460,000m2 (115에이커) 면적에 요새화된 방어벽으로 둘러싸여 있다. 정착지의 테리토리움은 남동쪽 언덕에 있는 멘 아스카이노스 성소의 멘 신전에서 볼 수 있다. 도시의 테리토리움은 고대에 약 1,400km2로 추정된다. 1950년 인구 조사에 따르면 이 지역에는 50,000명이 거주하는 40개 마을이 있었다. 로마 시대의 인구는 이보다 약간 많았을 것으로 추정된다.
지속적으로 관개되는 비옥한 토지는 과일 재배 및 목축에 매우 적합하다. 로마 시대에 이탈리아의 더 가난한 지역에서 온 퇴역 군단병들에게 농업은 식민지가 이 지역에 통합되는 주요 동력이 되었을 것이다.
현대 도시 얄바치는 14,000km2 면적의 이스파르타주에서 두 번째로 큰 도시다. 중심 인구는 35,000명이며, 총 인구는 약 100,000명이다. 이 도시는 안탈리아에서 230km, 콘야에서 180km, 이스파르타에서 105km, 악셰히르에서 50km 떨어져 있으며 주요 도로로 연결되어 있다.

## 안티오키아의 역사

### 선사 시대
전통에 따르면 이 도시는 헬레니즘 왕국 중 하나인 셀레우코스 왕조에 의해 기원전 3세기에 건설되었다고 한다. 그러나 이 도시의 역사는 호수 지역과 피시디아의 역사와 분리될 수 없다. 이 지역에서 수행된 연구는 구석기 시대부터의 거주 흔적을 보여주었다.
1924년 D.M. 로빈슨과 미시간 대학교가 얄바치 주변에서 수행한 발굴 및 조사는 주변 고분에서 기원전 3천 년으로 거슬러 올라가는 유물을 발견했다.
안티오키아 자체에서는 원시 히타이트, 히타이트, 프리기아, 리디아 문명의 유물이 발견되지 않았지만, 히타이트어 기록에 따르면 이 지역은 "아르자와"라고 불렸으며 독립적인 공동체들이 번성했음을 알 수 있다. 이들은 히타이트의 지배를 받지 않았지만, 카데시 전투에서 이집트인들과 맞서 히타이트인들과 함께 싸웠다.
수세기에 걸쳐 피시디아 지역 사람들은 전략적 위치 덕분에 독립적으로 살 수 있었다. 심지어 기원전 6세기에 아나톨리아를 정복하고 사트라프로 나누어 지역을 통치하려던 페르시아 제국조차도 끊임없는 봉기와 혼란에 대처할 수 없었다.
멘 아스카이노스 숭배와 프리기아 어머니 여신 키벨레 숭배를 연결하려는 일부 연구자들의 접근 방식은 논쟁의 여지가 있다. 안티오키아에서 흔적을 찾을 수 있는 키벨레 숭배는 프리기아의 영향 때문이 아니다. 어머니 여신 사상은 얄바치 박물관에 전시된 우상과 조각상에서 볼 수 있듯이 신석기 시대로 거슬러 올라간다.

### 헬레니즘 시대

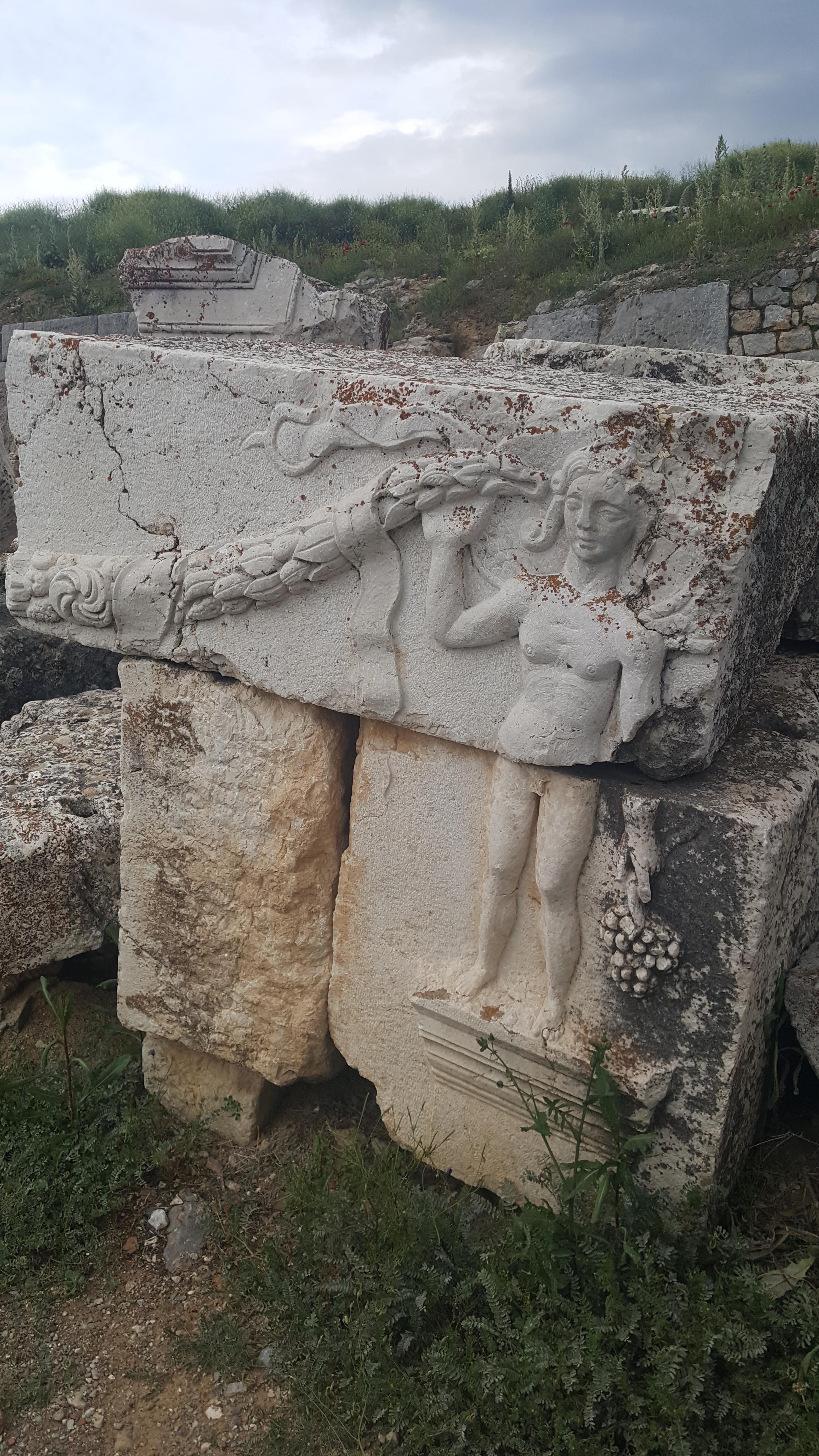

알렉산드로스 대왕의 죽음 이후, 셀레우코스 왕조의 창시자인 셀레우코스 1세 니카토르가 피시디아를 장악했다. 점령된 지역은 그리스화되었고, 주민들을 보호하기 위해 전략적으로 중요한 장소, 주로 아크로폴리스에 요새화된 도시들이 건설되었다. 셀레우코스 1세 니카토르는 약 60개의 도시를 건설했으며, 그 중 16개 도시에 자신의 아버지 안티오코스의 이름을 붙였다. 마그네시아 온 메안데르에서 이주민들이 피시디아의 안티오키아 (안티오코스의 땅)에 정착하기 위해 왔다.
한편, 아나톨리아 분할을 위한 싸움은 유럽에서 온 갈라티아인의 도착으로 더욱 복잡해졌다. 이기적인 헬레니즘 문명 왕조들은 갈라티아인을 내륙에서 몰아낼 수 없었지만, 안티오코스 1세 소테르는 기원전 270년에 토로스산맥에서 그들과 싸워 갈라티아인이 한 번도 본 적 없는 코끼리의 도움으로 그들을 물리쳤다. 역사가 루키아노스는 안티오코스의 말을 인용하여 "우리가 16마리의 코끼리 덕분에 해방되었다는 것은 큰 수치스러운 일이다"라고 기록했다. 어쨌든 안티오코스는 시리아로 돌아와 승리를 기념하고 "소테르"(구원자)라는 칭호를 받았다.
가장 합리적인 접근 방식은 안티오키아가 피시디아와 프리기아 지역의 경계에 위치했기 때문에 갈라티아의 공격을 통제하기 위한 군사 기지로 안티오코스 1세 소테르에 의해 건설되었다는 것이다. 안티오키아의 건설은 기원전 3세기 말에 이루어졌음을 시사하지만, 북동쪽에 있는 멘 아스카이노스 성소의 고고학적 발견은 기원전 4세기로 거슬러 올라간다. 이는 이 지역에 더 오래된 고전 문화가 있었음을 나타낸다.

### 로마 시대
헬레니즘 왕국들(알렉산드로스 대왕의 후계자들)이 서로 싸우고 갈라티아인들과 다투는 동안, 로마는 유럽에서 가장 강력한 국가가 되어 동쪽으로의 팽창 정책을 시작했다. 로마인들은 마케돈, 트라키아, 다르다넬스 해협을 침공하여 마그네시아와 피시디아를 거쳐 프리기아에 이르렀다. 그들은 갈라티아인들을 제압하고, 기원전 188년 아파메이아에서 체결된 아파메이아 조약에 따라 안티오코스 3세로부터 피시디아 땅을 얻은 후, 그들의 동맹국이자 이 지역의 지배적인 세력이었던 페르가몬 왕국에 넘겨주었다. 페르가몬의 마지막 왕인 아탈로스 3세는 기원전 133년에 사망하면서 자신의 왕국을 로마에 유증했다. 그 직후 페르가몬 왕위를 주장하며 찬탈을 시도한 아리스토니코스가 기원전 129년에 패배하자 로마는 서부 아나톨리아를 병합하고 수세기 동안 지속된 잘 발달된 창조적인 문화를 가진 주민들을 정착시켰다.
아나톨리아는 로마 제국에 의해 아시아 속주로 지배되었지만, 피시디아는 로마의 동맹국이었던 카파도키아 왕국에 주어졌다. 그 후 몇 년 동안, 중앙 통제에서 멀리 떨어진 이 왕국들에는 권위의 공백이 남아 있었고, 이는 특히 킬리키아와 피시디아에서 강력한 해적 왕국들의 부상으로 이어졌다. 로마인들은 이 왕국들에 의해 방해를 받고 그들과 싸웠다. 기원전 102년까지 킬리키아, 팜필리아, 프리기아 및 피시디아는 해적으로부터 해방되었고 로마의 통치는 회복되었다.
이 지역의 지리적, 전략적 위치 때문에 지역을 통제하고 평화를 유지하기가 어려웠다. 아탈레이아와 이코니움 사이의 토로스산맥에 정착한 호모나데시아인들은 로마에 문제를 일으켰다. 피시디아와 팜필리아를 연결하는 도로를 통제해야 했던 마르쿠스 안토니우스는 동맹 관계에 있던 피시디아의 왕 아민타스에게 호모나데시아인들과 싸우도록 명령했으나, 아민타스는 전투 중에 사망했다.
이때 로마는 지방에서 임명된 총독들의 실패에 대한 해결책으로 퇴역 로마 군단병들을 이용하여 식민지화를 시작했다. 기원전 25년에 갈라티아 속주가 설립되었고, 안티오키아는 그 일부가 되었다. 호모나데시아인들과의 싸움을 병참적으로 지원하기 위해 갈라티아 속주의 총독인 코르누투스 아루티우스 아퀼라에 의해 안티오키아를 중심으로 하는 비아 세바스테라는 도로 건설이 시작되었다. 비아 세바스테는 두 갈래로 나뉘어 남서쪽과 남동쪽으로 향하여 호모나데시아인들을 둘러쌌다. 이 두 도로 사이에 보조 연결 도로가 건설되었다. 로마는 기원전 3년에 비아 세바스테를 통해 푸블리우스 술피키우스 퀴리니우스가 호모나데시아인 문제를 종식시켰고, 생존자들을 주변의 다른 지역으로 재배치했다.
아우구스투스 통치 기간 동안, 피시디아에 설립된 8개 식민지 중 오직 안티오키아만이 카이사레아라는 칭호를 받았고 이우스 이탈리쿰 권리를 부여받았는데, 이는 아마도 그 전략적 위치 때문이었을 것이다. 이 도시는 중요한 로마 식민지가 되었다. "콜로니아 카이사레아"라는 이름으로 수도의 위치로 격상되었다.
로마 시대에 그리스화는 라틴화가 되었고, 안티오키아에서 가장 성공적이었다. 이 도시는 로마의 7개 언덕처럼 7개의 언덕에 각각 세워진 7개의 "비키"라는 지구로 나뉘었다. 공식 언어는 서기 3세기 말까지 라틴어였다. 땅의 비옥함과 아우구스투스가 가져온 평화(팍스 로마나: 로마의 평화)는 이 지역의 식민지 개척자였던 퇴역병들이 원주민들과 좋은 관계를 맺고 통합되는 것을 더 쉽게 만들었다.
아우구스투스 황제의 고귀한 업적을 기록한 유명한 비문인 아우구스투스 업적록의 현존하는 세 사본 중 하나가 안티오키아의 아우구스테움 앞에 발견되었다. 원본은 청동판에 새겨져 로마의 아우구스투스 영묘 앞에 전시되었으나, 아쉽게도 남아있지 않다. 안티오키아 사본은 돌에 라틴어로 새겨져 있는데, 이는 아시아에서 로마의 군사 및 문화적 기지로서 이 도시의 중요성을 보여주는 표지이다. (사본 중 하나는 그리스어와 라틴어로 앙카라에, 다른 하나는 그리스어로 아폴로니아(울루보르루)에 있다.)

### 초기 기독교-비잔틴 시대
사도 바울로와 바르나바는 사도행전에 기록된 바와 같이, 바울로의 첫 번째 선교 여행 중에 피시디아의 안티오키아를 방문했으며, 그곳의 유대인 회당에서 바울로의 설교는 시민들 사이에 큰 파장을 일으켰지만, 이어진 유대인들과의 갈등으로 인해 두 기독교 선교사는 도시에서 추방되었다. 그들은 나중에 돌아와 그곳의 기독교 공동체를 위해 장로들을 임명했다. 바울로는 두 번째와 세 번째 여행에서도 이 지역을 방문했다. 바울로가 안티오키아에서 겪은 "박해와 고난"은 2 Timothy 3:11에 언급되어 있다.
6세기에 정복된 영토를 확보하기 위해 세워진 전초기지인 로마 식민지로 분류되었던 안티오키아는 전략적 중요성을 잃었고, 주요 교역로에서 벗어나면서 점차 그 중요성을 잃기 시작했다.

### 주교구
고대 안티오키아의 유적지, 바울의 회당 설교 장소로 알려진 무너진 비잔틴 교회의 아래에서 고고학자들은 1세기 건물을 발견했는데, 이는 그 회당이었을 수도 있다.
피시디아의 속주의 수도로서, 안티오키아는 대교구였다. 약 640년경 동로마 황제 이라클리오스의 통치 기간에 편찬된 위(僞)-에피파니우스의 노티티아 에피스코파투움은 안티오키아의 보좌 주교 관할 구역으로 다음을 나열한다: 필로멜리움, 사가라소스, 피시디아의 소조폴리스, 아파메이아 키보투스, 티리아쿰, 피시디아의 바리스, 피시디아의 하드리아노폴리스, 피시디아의 림나이, 네아폴리스, 라오디케이아 콤부스타, 셀레우키아 페레아, 아다다, 자르젤라, 팀브리아스, 티만두스, 피시디아의 유스티니아노폴리스, 피시디아의 메트로폴리스, 그리고 파파. 프로스탄나와 아테니아도 안티오키아의 보좌 주교였다는 증거가 있다. 레오 5세 현자에게 귀속된 노티티아 에피스코파투움에서는 대교구가 된 네아폴리스, 필로멜리움, 유스티니아노폴리스가 안티오키아 보좌 주교 목록에서 삭제되었지만, 빈다, 코나나, 팔리스, 말루스, 시니안두스, 그리고 티티아수스가 추가되었다.

### 고대 주교구

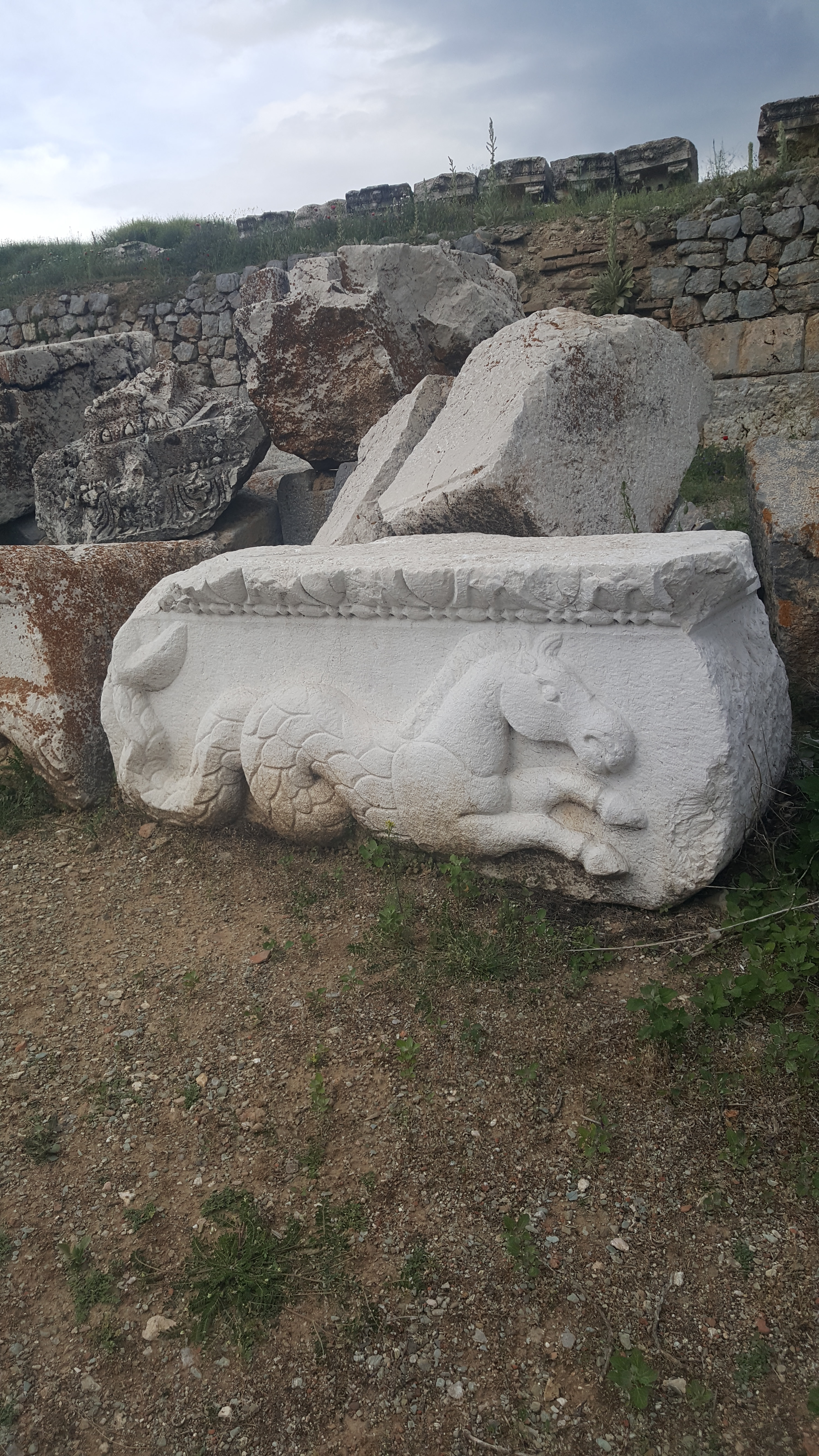

미셸 르퀸은 그의 시대까지 주교구의 알려진 주교 30명을 나열했다.
- 에우독시우스
- 옵타투스
- 안티무스
- 키프리안
- 세르기아누스 fl 314
- 안토니우스
- 옵티무스
- 트란퀼리누스 fl 431
- 에레크티우스
- 칸디디아누스 fl 449
- 페르가미우스
- 존
- 폴리덱투스 (콘스탄티노폴리스 공의회)
- 바쿠스 fl 536
- 테오도로스
- 스테판
- 조지
- 바실
- 그레고리
- 자카리아스
- 테오필락투스 fl 997
- 마카리우스
- 엘레우테리우스
- 미카엘 fl 1141
- 1156-57년 콘스탄티노폴리스 시노드에 참석한 미지의 주교
- 마카리우스 2세 (미하일 8세 또는 미하일 9세 팔레올로고스 황제 치하)
- 메소디우스
- 코스마스 fl 1721

### 명목상 가톨릭 교구
이슬람교의 발전과 함께 피시디아의 안티오키아는 거주 주교구가 아니게 되었고, 오늘날 로마 가톨릭교회에 의해 명목상 교구로 등재되어 있다.
알려진 주교들
피시디아의 안티오키아
- 엔리코 데 로시 (1893년 6월 12일 임명 - 1897년)
- 레오폴도 프란치 (1898년 2월 11일 임명 - 1902년 10월 16일)
- 피에트로 몬티 (1902년 12월 30일 임명 - 1909년 6월 24일 사망)
- 안젤로 자친토 스카파르디니 (1910년 9월 10일 임명 - 1910년 9월 23일 다마스쿠스 명목상 대주교로 임명)
- 샤를-프랑수아 튀리나즈 (1913년 8월 1일 임명 - 1918년 10월 19일)
- 조반니 볼피 (1919년 7월 3일 임명 - 1931년 6월 19일)
- 구스타보 마테오니 (1932년 3월 3일 임명 - 1932년 9월 29일)
- 필리포 베르나르디니 (1933년 3월 13일 임명 - 1954년 8월 26일)
- 호세 마리아 부에노 이 몬레알 (1954년 10월 27일 임명 - 1957년 4월 8일)
- 페르민 에밀리오 라피트 (1958년 1월 20일 임명 - 1959년 3월 25일)
- 프란시스코 데 아시스 피레스 (1959년 7월 11일 임명 - 1960년 2월 10일)
- 코라도 바필레 (1960년 2월 13일 임명 - 1976년 5월 24일)

### 이슬람 침략
동로마 제국은 아라비아 반도에서 온 새로운 종교의 전사들이 제국의 가장 먼 국경을 침략하고 있었기 때문에 경제적, 정치적, 군사적 힘을 남동쪽으로 돌렸다. 바다와 육지에서의 아랍 습격은 제국을 약화시켰고, 수도 콘스탄티노폴리스를 여러 차례 포위했다. 아나톨리아 도시들은 이러한 습격으로 피해를 입었고, 버려지기 시작했다. 8세기에는 습격이 증가했다. 안티오키아에 대한 가장 격렬한 공격은 713년에 우마이야 칼리프국의 왕자이자 알 왈리드 1세 칼리프의 아들인 알 압바스 이븐 알 왈리드에 의해 감행되었다. 안티오키아는 회복되지 못했고 수세기 동안의 영광은 사라졌다.
안티오키아는 십자군이 방문한 후, 11세기에 새로운 민족이 나타났으니 바로 셀주크 튀르크였다. 그들은 이 지역을 점령하고 중앙 아나톨리아에 아나톨리아 셀주크 제국(술탄국)을 세웠다. 12세기까지 안티오키아는 병사들이 휴식을 취하는 기지였으며, 끊임없이 주인이 바뀌었다. 1176년 9월 11일, 동로마 제국과 셀주크 술탄국의 군대가 미리오케팔론("천 개의 머리")에서 만났다. 정확한 위치는 알려져 있지 않지만, 얄바치 근처 어딘가였을 것이라는 설이 널리 받아들여지고 있다. 술탄 킬르치아르슬란은 마누엘 1세 콤니노스를 상대로 전투에서 승리했다.
튀르크족은 아크로폴리스 대신 계곡에 정착했다. 그들은 중앙 아나톨리아 전체를 통제했기 때문에 방어벽이 필요 없었고, 계곡은 농업에 매우 적합했다. 그들은 점령한 대부분의 도시 이름을 바꾸지 않았지만, 안티오키아의 이름은 잊혀졌고, 지역에 남아있는 기독교인이 없어지면서 그들은 이 지역을 성 바울로를 언급하는 의미로 "예언자"를 뜻하는 "얄바치"라고 불렀다.

### 고고학
1822년부터 1834년까지 이즈미르의 영국인 채플린이었던 프랜시스 비비안 자고 아룬델은 이 도시를 처음으로 식별하고 연구한 인물이다. 1828년 그는 1826년에 수행한 내륙 아나톨리아 첫 여행 기록을 '아시아의 일곱 교회 방문기'로 출판했다. 1833년 두 번째 여행 후 그의 기록은 다음 해 런던에서 '소아시아의 발견: 여러 고대 도시의 유적, 특히 피시디아의 안티오키아에 대한 설명 포함'이라는 제목으로 출판되었다.
W. J. 해밀턴은 술탄산맥을 넘어 이 지역으로 와서 수로, 목욕탕, 그리고 거대한 대성당을 관찰했다. 그의 기록은 1842년에 "소아시아, 폰투스, 아르메니아 연구"라는 제목으로 출판되었다. 그 후 19세기에는 치하체프, 라보르드, 리터, 리히터와 같은 저명한 탐험가들이 여러 시기에 이 지역을 방문했지만, 램지의 상세한 연구에 필적할 만한 것은 없었다.
소아시아의 역사지리에 50년을 바친 윌리엄 미첼 램지는 1880년에 아나톨리아로 첫 여행을 떠났다. 그는 J. R. S. 스터렛과 함께 두 차례 여행을 하면서 상세한 역사 정보를 제공하는 비문들을 연구했다. 두 여행 모두에서 그들은 안티오키아를 방문했다. 같은 시기에 베버는 수로 연구에 집중하여 수계통을 조사하고 기념비적인 분수를 식별했다. 램지의 1905년까지의 연구 결과는 1907년에 "성 바울의 도시들: 그의 삶과 사상에 미친 영향"이라는 제목으로 출판되었다.
1911년 램지와 그의 아내 W. M. 칼더는 M. M. 하디와 함께 안티오키아에 캠프를 치고 이 지역을 체계적으로 연구하기 시작했다. 칼더와 하디는 안티오키아에서 남동쪽으로 5km 떨어진 카라쿠유 언덕에 있는 멘 아스카이노스 성소를 탐사했다. 이듬해에는 프린스턴 대학교의 지원을 받아 램지의 지휘 아래 발굴이 진행되었다. 1914년까지 이 발굴 기간 동안 도시 안팎에서 몇몇 중요한 건물들이 발견되었다. 1914년, 고고학의 숨 막히는 발견 중 하나인 "아우구스투스 업적록"이 제국 성소 앞에서 파편으로 나타났다. 제1차 세계 대전 중 의무적인 휴식 기간을 거친 후, 램지는 1923년에 다시 돌아왔다.
1924년에 미시간 대학교의 프랜시스 켈시가 램지를 포함한 대규모 원정대를 조직했다. 발굴은 D.M. 로빈슨의 지휘 아래 진행되었으며, 때로는 얄바치 출신의 200명 이상의 인부가 고용되었다. 팀은 대성당, 티베리아 플라테아, 프필론 및 기념비적인 서쪽 문을 발굴했다. 그러나 단 1년의 발굴 후, 램지와 로빈슨 간의 격렬한 다툼으로 인해 미시간 그룹의 작업은 중단되었다.
문제를 해결할 권한이 있었던 유일한 사람은 켈시였지만, 그는 1927년에 사망했다. 램지는 1925년에서 1927년 사이에 다시 방문했지만 큰 성과는 없었다. 1960년대까지는 더 이상 연구가 이루어지지 않았다. 이 긴 기간 동안 현지 주민들은 이 주요 건물들의 건축 블록들을 많이 가져다가 현대 얄바치 건설에 사용했다. 1960년대 초반, 얄바치 박물관이 건설될 무렵, 안티오키아는 다시 매장되었다.
1962년에 M. H. 발런스와 A. 프레이저가 상세 조사를 수행했다. 1976년에 K. 투헬트가 도시에 왔고, 제국 성소에 대한 새로운 논쟁을 일으켰다. 스티븐 미첼과 마르크 바엘켄스는 1982년에서 1983년 사이에 안티오키아에 대한 조사와 문서화를 수행했다. 그들은 자신들의 발견과 이전 연구, 특히 1924년 미시간 대학교의 연구를 바탕으로 새로운 발견들을 더하여 "피시디아 안티오키아"(1998)라는 책에 도시의 모든 가용 정보를 통합했다.
오늘날 안티오키아는 얄바치 박물관장(1979–2002)인 메흐메트 타슐르알란 박사와 얄바치 시장인 테킨 바이람에 의해 연구되고 있다. 타슐르알란은 제국 성소에 대한 박사 학위 논문을 썼고, 다른 사람들이 대성당이라고 불렀던 건물을 성 바울 교회라고 설명했다.

### 아크로폴리스와 요새
이 도시는 다른 헬레니즘 식민지처럼 방어의 용이성을 위해 언덕에 건설되었다. 동쪽의 안티우스강의 가파른 계곡은 완벽한 방어를 제공한다. 다른 경사면에서는 아크로폴리스가 계단식으로 부드럽게 올라가 평원 위로 60미터 높이에 이른다. 서쪽에서 볼 수 있는 반원형 계획의 요새들이 방어벽의 다른 부분에서도 계속되는지는 알려져 있지 않다.
이 도시는 주로 현지 회색 석회암으로 만들어진 재활용 블록들로 둘러싸여 있다. 초기 단계의 거대한 블록 벽 구조는 모르타르를 사용한 비잔틴-초기 기독교 벽과는 다르다. 방어 탑의 명확한 증거는 아직 발견되지 않았다. 남쪽과 북쪽의 굽은 반원형 벽은 요새 방어를 더 쉽게 만들었을 것이다. 벽의 석조를 고려할 때 방어 시스템은 이웃 식민지인 크렘나, 사가라소스, 심지어 카리아의 아프로디시아스와 매우 유사하다. 대부분의 벽과 방어 시스템은 서기 4세기부터 시작되었다. 헬레니즘 시대로 거슬러 올라가는 다른 매몰된 입구와 요새들은 발굴이 계속됨에 따라 분명히 드러날 것이다.
아크로폴리스는 전쟁이나 침략 시 원주민들이 후퇴했던 방어 공간이었지만, 주택과 농장은 성벽 밖에 있었다. 특히 서쪽과 동쪽의 평지로 내려가는 경사면에서는 주택 유적이 발견되었다. 공동묘지의 위치는 알려져 있지 않지만, 현대 크즐자 지구의 주택 벽에 있는 석관 조각, 프리기아 문묘비, 장례 비문 등은 공동묘지가 근처에 있어야 함을 시사한다.

### 도시 계획
도시 대부분은 발굴되지 않아 극장과 카르도 막시무스 사이의 관계와 같은 의문들이 아직 완전히 설명되지 않고 있다. 800 x 1000m에 달하는 잠재적 발굴 지역의 많은 부분이 여전히 언덕 아래에 묻혀 있다. 최근 몇 년간의 전자기 연구는 프리네와 밀레토스처럼 직각 도로를 가진 히포다무스식 도시 계획이 성공적으로 적용되었음을 보여주었다. 도시는 도로에 의해 지구(비쿠스, 복수형 비키)로 나뉘었다. 비문에서 알려진 비키의 이름은 베네리우스, 벨라브루스, 아이디큘루스, 파트리시우스, 케르말루스, 살루타리스, 투스쿠스 등이 있지만, 그 범위는 아직 확립되지 않았다.
두 개의 주요 도로 중 하나는 서쪽 도시 문에서 시작하는 데쿠마누스 막시무스이며 길이는 90 x 320m이다. 다른 하나인 카르도 막시무스는 400m 길이로 님페움에서 시작하여 티베리아 플라테아 남쪽 약 70m 지점에서 데쿠마누스를 교차한다. 도로 양쪽에는 서기 1세기에서 2세기로 거슬러 올라가는 유적들이 있다. 플라테아라는 이름은 상점과 주랑으로 둘러싸인 넓은 거리 광장에 사용된다. 동부 로마 지방에서는 플라테아가 기둥이 있는 거리로 발전했다. 이 두 개의 기둥이 있는 주요 도로 양쪽에서 기념비적인 건물, 특히 여러 님페움이 발견된 것은 안티오키아에서도 이러한 현상이 발생했음을 증명한다.

### 위날 데미레르 이후의 안티오키아 답사
서쪽에서 안티오키아에 도착하면 방문객들은 다양한 시대의 요새와 건축물을 볼 수 있다. 주 도로 옆에 있는 도시 문과 건축물 조각들이 재건을 기다리고 있다. 문을 통과하는 도로는 폭포 유적을 지나 최근 발굴된 데쿠마누스 막시무스 시작점에서 오른쪽으로 꺾인다.
이 거리에서는 손상된 배수 시스템과 차량 바퀴로 인한 마모를 볼 수 있으며, 극장을 지나면 두 번째 중요한 거리인 카르도 막시무스로 좌회전한다.
카르도는 방문객을 티베리아 플라테아와 중앙 교회로 이끌며, 양쪽에는 후기 시대의 건물들이 있다. 기념비적인 프필론으로 이어지는 12개의 계단 유적은 안티오키아 초기 시대부터 남아있는 가장 인상적인 건축물인 제국 성소-아우구스테움으로 안내한다.
티베리아 플라테아로 돌아와 카르도를 따라 오른쪽으로 가면 도시의 생명원인 님페움이 나온다. 님페움 뒤에서 볼 수 있는 용수로는 수세기 동안 도시에서 11km 떨어진 술탄산맥의 샘물에서 신선한 물을 가져왔다.
수원지에서 다소 떨어진 목욕탕은 님페움 서쪽에 위치하며 보존 상태가 양호하다. 도시의 어느 높은 곳에서도 볼 수 있는 대성당으로 가는 길에는 말발굽 모양의 스타디움이 만든 작은 계곡을 볼 수 있다. 답사는 서쪽 문에서 다시 끝난다.

## 도시 문

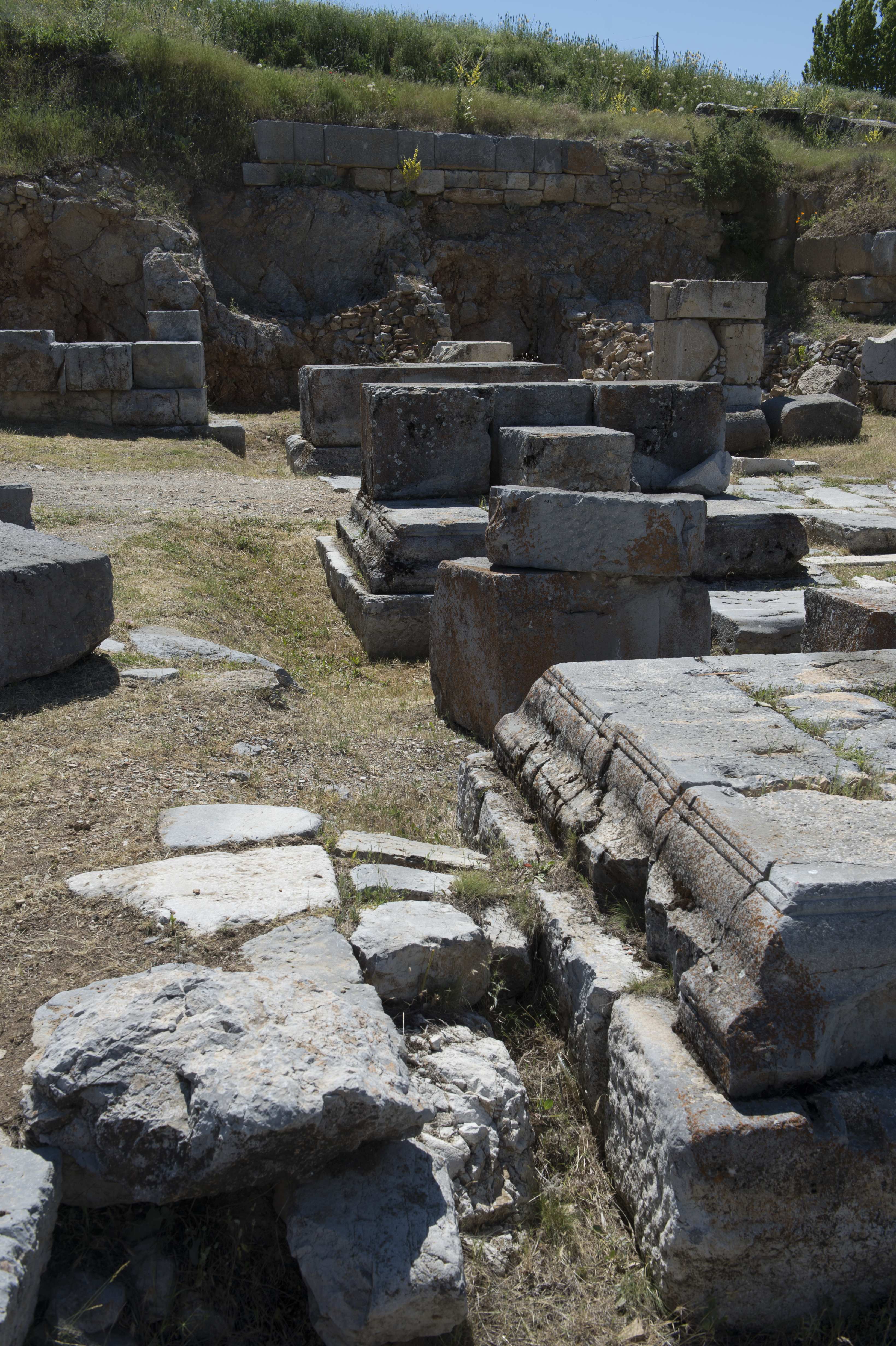
피시디아의 안티오키아 서쪽 문

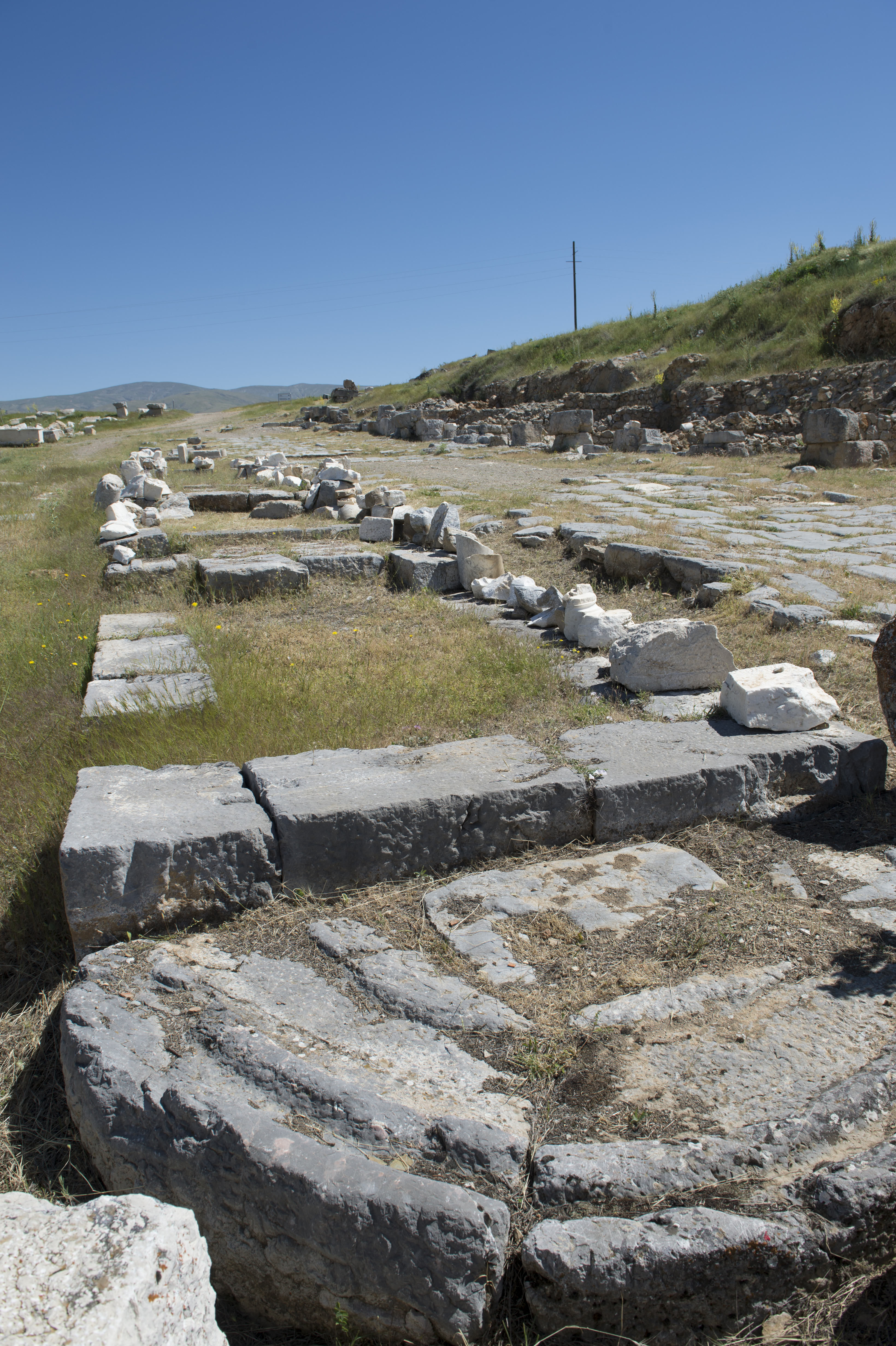
피시디아의 안티오키아 서쪽 문에서 거리

서쪽 계곡을 마주보고 있는 서쪽 문은 여러 고대 도로가 만나는 지점으로서 도시의 주요 입구였을 가능성이 가장 높다. 양쪽으로 성벽에 의해 지지된다. 아나톨리아의 기념비적인 문들 중 40%와 마찬가지로 3개의 아치형 개선문이다. 건축 구조와 장식 면에서 이 문은 기존의 프필론(제국 성소 입구)의 영향을 받았다.
이 문은 1924년 미시간 대학교 팀에 의해 발굴되었다. 문 양쪽에는 비문이 새겨져 있었다. 이 비문들은 아키트레이브에 장착되었으며, 뒷면에 장착 러그가 있는 개별적으로 주조된 청동 글자들로 구성되었다. 이 러그들은 돌에 뚫린 구멍에 납으로 고정되었다.
이 글자들은 현재 사라졌지만, 1924년에 글자가 여전히 박혀 있는 돌 하나가 발견되었다. 그 글자는 "C.IVL.ASP."였다. 로빈슨은 이것이 서기 212년에 아시아 속주의 프로콘술이었던 가이우스 율리우스 아스퍼를 지칭한다고 결론지었고, 수년 동안 이것이 문 건설 날짜로 받아들여졌다.
지난 10년 동안 모리스 번 박사는 문과 1924년 탐사 기록 보관소에 대해 연구해 왔다. 그는 로빈슨 자신의 기록에 따르면 글자가 있는 돌 옆 바닥에 그 돌에서 부러져 나온 다른 돌이 있었음을 발견했다. 이 돌은 이름이 계속 이어져 있었고, 그것이 프로콘술의 이름이 아니라 여러 세대에 걸쳐 알려진 안티오키아의 명망 높은 가족인 판시니아니 가문의 일원이었음을 보여주었다.
문 양쪽에 있는 비문들의 많은 돌들이 사라졌다 (1924년에는 이 중 하나가 지역 묘지에서 묘비로 사용되고 있는 것이 발견되었다). 번 박사의 현재 비문 해독 (또는 오히려 글자들이 박혀 있던 구멍들)은 다음과 같다:
내부:
C. IVL. ASP[ER] PANSINI[AN]VS II VIR V TRIB[UNUS MILITUM]
LEG I PRAEF AL[AE] D[E] S[UA] P[ECUNIA] F[ECIT] ET ORNAVIT
"가이우스 율리우스 아스퍼 판시니아누스, 다섯 번째 시장(또는 5년 동안), 제1군단의 군사 트리부누스, ...에서 온 병사들로 구성된 외인 기병대의 장관(여기 돌 하나가 빠져 있음)이 자신의 돈으로 (이 문을) 건설하고 장식했다."
외부:
IMP. CAESARI [DIVI NERVAE NEP.] DIVI [TRAIANI FIL. TRAIANO H]ADRIANO AU[G. PONT.] MAX. TRIB. POT. XIII. COS III P.P. ET SABINAE AU[G...] COL[ONIA].
"황제 카이사르 트라야누스 하드리아누스 아우구스투스, 신성한 네르바의 손자, 신성한 트라야누스의 아들, 폰티펙스 막시무스, 13번째 트리부누스, 3번째 집정관, 파테르 파트리아이(조국의 아버지) 그리고 사비나 아우구스타.... 식민지를 위하여."
이 외부 비문을 통해 하드리아누스가 소아시아를 방문했던 서기 129년으로 문의 연대를 추정할 수 있다. 안탈리아와 파셀리스의 문들도 이 시기에 건설되었다. 나중에 내부 비문에 기록된 추가 작업이 문에서 이루어졌을 가능성도 있다.
로마 도시, 특히 식민지의 기념비적인 문들은 로마 권력의 군사적 힘을 상징하는 개선문으로 지어졌다. 나이키(nike) 신화의 니케, 무기, 갑옷, 부크라니움, 화환으로 장식된 안티오키아의 주 문은 이러한 전통의 완벽한 예이다.

## 폭포
문 안쪽으로 약 7m 들어간 주 거리 축에는 반원형으로 끝나는 연못의 잔해가 보인다. 이것은 폭포의 바닥에 위치하며, 폭 2m, 높이 0.80m의 일련의 수조로 구성되어 있었다. 이 수조들은 언덕을 따라 데쿠마누스 막시무스까지 올라가 있었고, 물은 언덕 아래로 수조에서 수조로 흘러내렸다. 이는 더운 여름날 목마른 여행객들에게 매우 반가운 광경이었을 것이다. 페르게에서도 비슷한 폭포가 알려져 있다. 폭포에 물을 공급하는 수계는 아직 명확하지 않으며, 데쿠마누스 막시무스 시작점에서 조사를 기다리고 있다.

## 극장

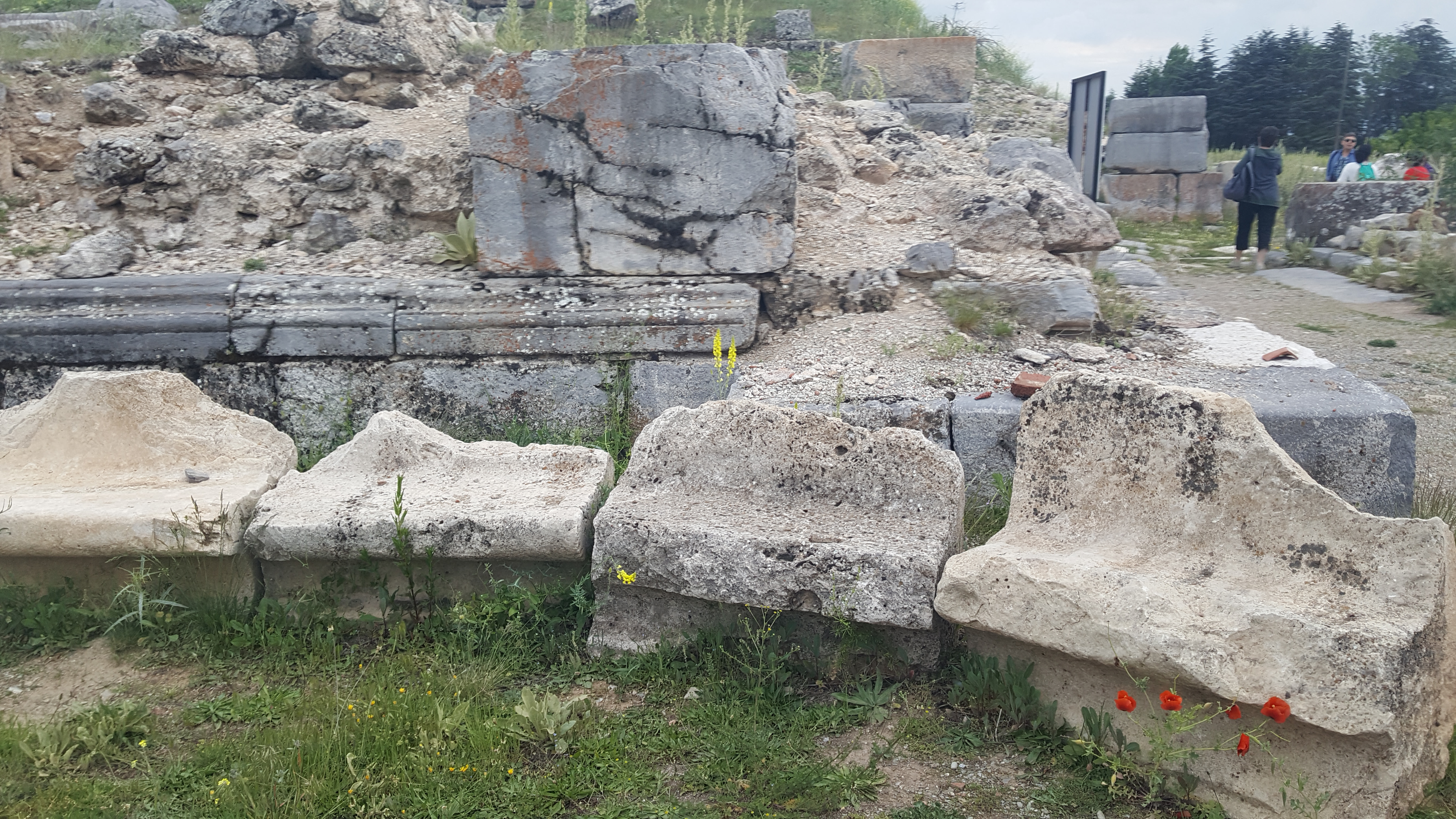

도시 문을 지나면 데쿠마누스 막시무스가 시작된다. 이 거리로 50미터 올라가면 극장 입구가 있다. 불행히도 반원형 좌석 외에는 거의 남아있지 않다. 현재 상태로는 전형적인 그리스-로마 건물을 상상하기가 상당히 어렵다. 카베아(관객석), 디아조마(관객석을 나누는 통로), 케르키다이(올라가는 계단), 입구, 오케스트라의 블록들은 안티오키아와 얄바치의 후기 건물 건설에 사용하기 위해 옮겨졌다. 아룬델은 1833년에 극장을 식별했을 때 많은 블록들이 제거되었음을 관찰했다.
타슐르알란 박사의 최근 청소 작업 중에 극장 뒤편 무대 건물의 폭이 약 100미터인 것으로 밝혀졌다. 따라서 우리는 이 건물을 12,000명을 수용할 수 있는 팜필리아의 아스펜도스 극장과 비교할 수 있다. 이 극장은 사가라소스, 테르메소스, 셀게 등 다른 중요한 피시디아 도시 극장들보다 상당히 크고 넓다.
극장 개축은 서기 311–313년 기간에 이루어졌다. 이 작업에는 폭 5m, 길이 55m의 터널을 통해 데쿠마누스 막시무스 위에 건물을 짓는 것이 포함되었다. 터널 입구의 비문은 이 개축 시기를 알려준다. 원래 건축은 식민지 건설 시기로 거슬러 올라가거나 헬레니즘 시대로까지 거슬러 올라갈 수 있다. 추가 발굴이 필요하다.

## 중앙 교회
데쿠마누스 막시무스 끝에서 왼쪽으로 꺾으면 카르도 막시무스로 진입하며, 75미터 후 중앙 교회로 이어진다.
이 교회는 플라테아, 프필론, 아우구스테움의 축선상에 있어 연구자들에 의해 그 지형적 위치 때문에 그렇게 명명되었다. 당시 눈에 보이던 하나의 앱스는 아룬델에 의해 교회의 일부로 식별되었지만, 1924년 발굴되어 건축가 우드브리지가 대략적인 평면도를 그릴 때까지 다른 연구자들은 이 건물에 관심을 갖지 않았다. 처음에는 교회가 작은 라틴 십자형 평면을 가지고 있다고 생각되었지만, 1927년 램지에 의해, 그리고 현재 타슐르알란에 의해 계속된 발굴은 중앙 교회가 더 크고 더 정교한 평면을 가지고 있음을 보여주었다.
램지는 1927년에 기록되지 않은 발굴을 수행하여 디오클레티아누스 시대의 세 순교자, 즉 네온, 니콘, 헬리오도루스의 이름이 새겨진 철제 인장을 발견했다. 타슐르알란은 이 발견에 안티오키아의 성 바실을 추가했고, 이 교회는 오늘날 성 바실 교회로 알려져 있다.
램지는 교회의 초기 단계로 더 깊이 들어갔고, 교회 남쪽에서 또 다른 앱스를 발견했다. 그는 이 초기 앱스가 성 바울로가 안티오키아의 첫 기독교인들에게 설교했던 회당 위에 지어졌다고 생각했다. 불규칙한 발굴 때문에 두 앱스 사이의 평면 세부 사항과 건축 단계의 연결은 명확하지 않다. 따라서 램지가 제시한 4세기 날짜는 미첼의 조사와 타슐르알란의 발굴에서 얻은 새로운 결과 때문에 약 한 세기 정도 앞당겨질 수 있다.

## 티베리아 플라테아
중앙 교회 맞은편, 폭 11m, 길이 85m의 거리 끝에는 프필론의 계단이 보인다. 이 넓은 거리는 양쪽에 기둥과 조각상으로 장식되어 있었다. "티베리아 플라테아"(티베리우스 광장)라는 이름이 전체 거리 단지에 주어져야 하는지, 아니면 프필론 앞의 폭 30m 광장에만 주어져야 하는지에 대한 논쟁이 여전히 있다. 넓은 거리 광장 양쪽의 주랑 뒤 상점들의 건축 계획과 광장과 거리 사이의 연결은 프필론까지의 전체 단지가 티베리아 플라테아라고 명명될 수 있다는 증거이다.
1924년 발견된 유물들: 비문, 제단, 음료 잔, 음식 저장용 도자기, 여러 주방 도구, 수백 개의 동전 등은 상점들이 작은 식당과 술집 같았음을 보여준다. 플라테아의 중심적인 위치와 제국 성소와의 근접성을 고려할 때, 이곳은 당대 도시 생활의 중심지였음을 알 수 있다.
플라테아의 이름은 갈라티아-카파도키아 총독이었던 L. 안티스티우스 루스티쿠스가 곡물 비축을 규제하는 칙령을 기록한 유명한 비문에서 알려져 있다. 이 비문은 현재 아피온 박물관에 소장되어 있다. 로빈슨과 램지는 같은 해에 다른 논문에서 이를 발표했으며, 각자 출판권을 주장했다. 이것이 이 두 학자 간에 점차 악화되는 일련의 출판물 논쟁의 시작이었다. 이 논쟁의 결과로 미국인들은 1924년 이후 돌아오지 않았고, 이 주인 없는 지역의 잘 다듬어진 포장 블록들은 1970년대까지 도로 건설이나 얄바치 현대 건물 건설에 사용되었다.
얄바치의 오래된 가옥들을 잠시 둘러보면 아우구스테움, 티베리아 플라테아, 프필론, 그리고 안티오키아의 다른 중요한 건물들에서 가져온 많은 장식품들을 발견할 수 있을 것이다. 현재 거리의 높아진 지표면에 묻힌 흙벽돌 벽 기초 아래에도 많은 조각들이 놓여 있을 것이 확실하다.
1914년에 처음 파편이 발견된 안키라 모누멘툼 (아우구스투스 업적록)의 200여 점 이상의 추가 조각들이 1924년 플라테아 발굴 중에도 발견되었다. 복원된 약 60여 점의 유물들이 얄바치 박물관에 전시되어 있다.
1924년 프필론에서 20m 떨어진 플라테아 남쪽 모퉁이에서 8개의 기둥이 있는 원형 건물의 건축 블록들이 발굴되었다. 이 작은 톨로스(원형 건물)는 한 변의 길이가 5.20m인 정사각형 기단 위에 세워졌다. 이오니아식과 복합식 기둥들이 기둥 밑받침 없이 직접 기단 위에 서 있었던 것으로 보인다. 건물은 지붕 타일을 모방하고 물고기 비늘처럼 보이는 원뿔형 돌 지붕으로 덮여 있었다. 현장에서 여전히 볼 수 있는 코르니스 블록에 새겨진 "...I ANTONINI AUG."라는 비문 잔해에서 이 톨로스가 198년에 아우구스투스가 되어 217년에 사망한 마르쿠스 아우렐리우스 안토니누스(카라칼라) 시대에 속한다는 것을 알 수 있다.
이 시기의 특징으로 건물 석공술에서는 집중적인 드릴 작업과 명암 대비가 두드러진다. 페르가몬과 에페소스와 같은 고대 다른 대도시에서도 이와 유사한 톨로스 예시가 여러 개 있다. 한편, 처마 장식의 작은 비문은 고고학적 유물의 연대 측정을 위한 금석학의 중요성을 보여준다.
1924년 미시간 발굴 중, 프필론, 플라테아, 아우구스테움의 주요 축선상 포장도로에 한 변의 길이가 1.7m인 정사각형 블록이 박혀 있는 것이 발견되었다.
그것에는 돔형 원형 패널에 비문이 새겨져 있었다. 이것은 원래 돌에 움푹 들어간 청동 글자로 구성되어 있었다. 청동 글자는 사라졌지만 전체 비문을 읽을 수 있었다. 옮기기에는 너무 무거웠거나 근처에 잘 다듬어진 블록이 많았기 때문에 이 블록은 손상되었음에도 불구하고 제거되지 않았다. 오늘날에도 현장에서 볼 수 있다. 이 비문은 플라테아의 첫 건설 단계인 서기 25-50년으로 거슬러 올라가며, 거리 포장 비용을 지불한 시민 바비우스 아시아티쿠스의 기증을 기록하고 있다:
T.BAEBIUS T.F.SER[GIA]
ASIATICUS
AED[ILIS]
III[MIL] PEDUM D[E] S[UA] P[ECUNIA]
STRAVIT
"티투스 바비우스 아시아티쿠스, 티투스의 아들, 세르기아 부족, 아이딜레스(시장)
자신의 돈으로 3000피트를 포장했다."
미첼이 지적했듯이, 바비우스가 포장한 3000피트가 정확히 어디인지는 명확하다. 이는 로마 피트 3000피트(각 0.296m)가 데쿠마누스 막시무스와 카르도 막시무스의 총 길이(810m)에 플라테아의 길이(70m)를 더한 것(880m 또는 2973 로마 피트)과 일치하기 때문이다.
플라테아에서 발견된 또 다른 유물은 분수 블록이다. 오늘날 플라테아에서는 토기로 만든 물 공급 시스템의 잔해를 볼 수 있다. 이 시스템은 님페움에서 나온 물을 프필론 북쪽의 두 번째 기둥 아래 분수에서 상점으로 분배했다.

## 프필론
티베리아 플라테아 끝에 있는 12개의 계단만이 프필론, 즉 제국 성소로 이어지는 기념비적인 통행문으로 남아있다. 1924년 발굴 당시 건축가 우드브리지는 오늘날에도 받아들여지는 프필론의 재건축을 제안했다.
이 건물은 세 개의 아치로 이루어져 있었고, 앞면에 네 개, 뒷면에 네 개의 기둥이 떠받치는 거대한 엔타블러처로 화려하게 장식되어 있었다. 이 건물은 나중에 지어진 서쪽 도시 문뿐만 아니라 아나톨리아의 다른 많은 개선문들의 본보기가 되었다. 프필론은 기원전 31년 마르쿠스 안토니우스를 상대로 악티움 해전에서 승리하여 로마 세계의 유일한 권력자가 된 아우구스투스를 기리기 위해 건설되었다. 건물의 장식 목적은 아우구스투스의 해군 및 다른 승리를 기념하는 것이었다.
문 너머의 성소는 건물의 기능을 제공한다. 프필론 앞에서 아우구스투스 업적록의 많은 파편들이 발견된 것은 추가적인 확인이다. 비문이 새겨진 석판들이 프필론의 어느 정확한 위치에 장착되었는지에 대한 합의는 없지만, 비문의 글자들(그 잔해는 얄바치 박물관에 있다)이 눈높이에서 읽히도록 의도되었음은 분명하다.
중앙 입구 양쪽 아키트레이브에 부착되었던 청동 문자 비문에 대한 가장 최근의 연구는 모리스 번 박사에 의해 이루어졌다. 그는 1924년 사진 기록 보관소에서 나중에 유실된 세 개의 돌에 대한 증거를 발견했다. 이 돌들은 동일한 비문이 건물 양쪽에 부착되었지만, 비문의 두 줄의 글자 수직 정렬이 양쪽 간에 한 글자 폭만큼 달랐음을 보여준다. 비문은 다음과 같다.
IMP. CAES[ARI. DI]VI. [F. A]VGVSTO. PONTI[F]ICI.
M[AXIM]O COS. X[III.TRIB]UN[ICIAE.]POTESTATIS.
XXII.[IM]P.XIIII. P.[P.]
"황제 카이사르 아우구스투스, 신의 아들, 폰티펙스 막시무스, 13번째 집정관, 22번째 호민관 권한을 가진 자, 14번째 임페라토르, 조국의 아버지에게."
이 비문은 기원전 2년 2월 5일에 파테르 파트리아에가 된 아우구스투스에게 헌정된 것이다. 폴라의 제국 신전에도 유사한 짧은 비문이 있다.
ROMAE ET AVGVSTO CAESARI DIVI F. PATRI PATRIAE.
중앙 입구의 폭은 4.5m이고, 측면 입구의 폭은 3.5m이다. 중앙 아치의 양쪽 상단은 두 명의 얼굴을 마주한 피시디아 포로들로 장식되어 있었는데, 그 중 한 명은 나체였고 손이 등 뒤로 묶여 있었다. 측면 입구는 에로스와 니케가 얼굴을 마주하고 화환을 들고 있는 모습으로 장식되어 있다. 아키트레이브에는 승리의 상징, 여러 무기, 갑옷, 트리톤으로 장식된 프리즈가 있었다.
우드브리지의 복원 없이는 오늘날 볼 수 있는 것만으로는 프필론의 형태를 재현하는 것이 불가능하다. 구조는 완전히 파괴되었으며, 블록들은 나중에 방어용으로 사용되거나 얄바치의 건물에 사용되었을 수 있다.

## 아우구스테움/세바스테이온 (제국 숭배 성소)
안티오키아에서 가장 인상적이고 기념비적인 복합 단지는 프필론의 12개 계단을 올라가면 도달한다. 도시에서 가장 높은 지점에 암반을 깎아 만든 사원은 장식적, 건축적 풍부함으로 방문객에게 첫눈에 놀라운 인상을 준다.
아우구스테움은 1913년 램지 팀이 처음으로 발굴한 장소 중 하나였다. 팀원이었던 캘린더는 아우구스테움에서의 작업에 대해 감격적으로 기록했다. 현재의 생각은 이 신전의 건설이 아우구스투스가 살아있을 때 시작되었고, 그의 사후에 그에게 헌정되었다는 것이다. 현재 보이는 복합 단지는 프필론과 플라테아와 동시대의 것이지만, 암반에는 이 지역이 이전에 다른 숭배에 사용되었을 수 있다는 흔적들이 남아있다.
언덕의 큰 부분을 잘라내 반원을 만들고 평탄화했을 때, 지름 14x28m, 높이 2.5m의 거대한 블록이 신전의 포디엄으로 중앙에 남겨졌다. 이 포디엄 내부는 파내어 숭배실(나오스)을 형성했다.
프필론처럼 신전으로 가는 12개의 계단이 있었고, 주문은 4개의 기둥이 있는 프로스틸로스 양식이었다. 높이 8.72m의 홈이 파인 드럼 기둥은 아나톨리아식 기단 위에 서 있었고, 코린토스식 기둥머리로 세 겹의 아키트레이브를 받치고 있었다. 아키트레이브 위에는 화환과 부크라니움 문양이 새겨진 프리즈가 있었다. 엔타블러처는 중앙에 에피파니아 창(신이 백성에게 나타나는 창)이 있고 연꽃속과 팔메트 잎으로 둘러싸인 박공으로 덮여 있었다.
건물의 장식적인 풍부함은 첼라 벽에 있는 꽃 무늬 프리즈로 완성된다. 프리즈의 중요한 부분들은 잘 보존되어 현장과 얄바치 박물관에서 볼 수 있지만, 아쉽게도 기둥과 다른 건축 블록들은 그렇지 못하다.
주변 성소는 약 100x85m 크기로, 반원형 지역의 둘레는 주랑 현관으로 덮여 있었다. 이 주랑 현관의 양쪽 끝, 즉 남쪽과 북쪽에는 스토아가 있었다. 스토아와 주랑 현관은 서로 유기적으로 연결되어 있었고, 암석을 깎아 만든 지역에서는 부서진 표면이 현지 석회암으로 복원되었다. 측면의 스토아는 도리스식 기둥이 없는 1층 건물이었다. 반원형 주랑 현관은 2층으로 이루어져 있었고, 아래층은 받침대 없는 도리스식 기둥으로, 위층은 섬세한 이오니아식 기둥으로 되어 있었다. 재건축 실험에서는 약 150개의 기둥이 이 기념비적인 건축물에 사용되었을 것으로 추정된다.
발굴자들은 바위가 단단한 스투코 같은 모르타르로 덮여 있었다고 보고했다. 규칙적인 직사각형 구멍들은 주랑 현관 2층을 지탱하는 보들을 위한 것이었고, 간헐적인 크기가 다른 직사각형 구멍들은 아마도 건설 중 설치되었다가 모르타르로 채워진 비계를 위한 것이었을 것이다.

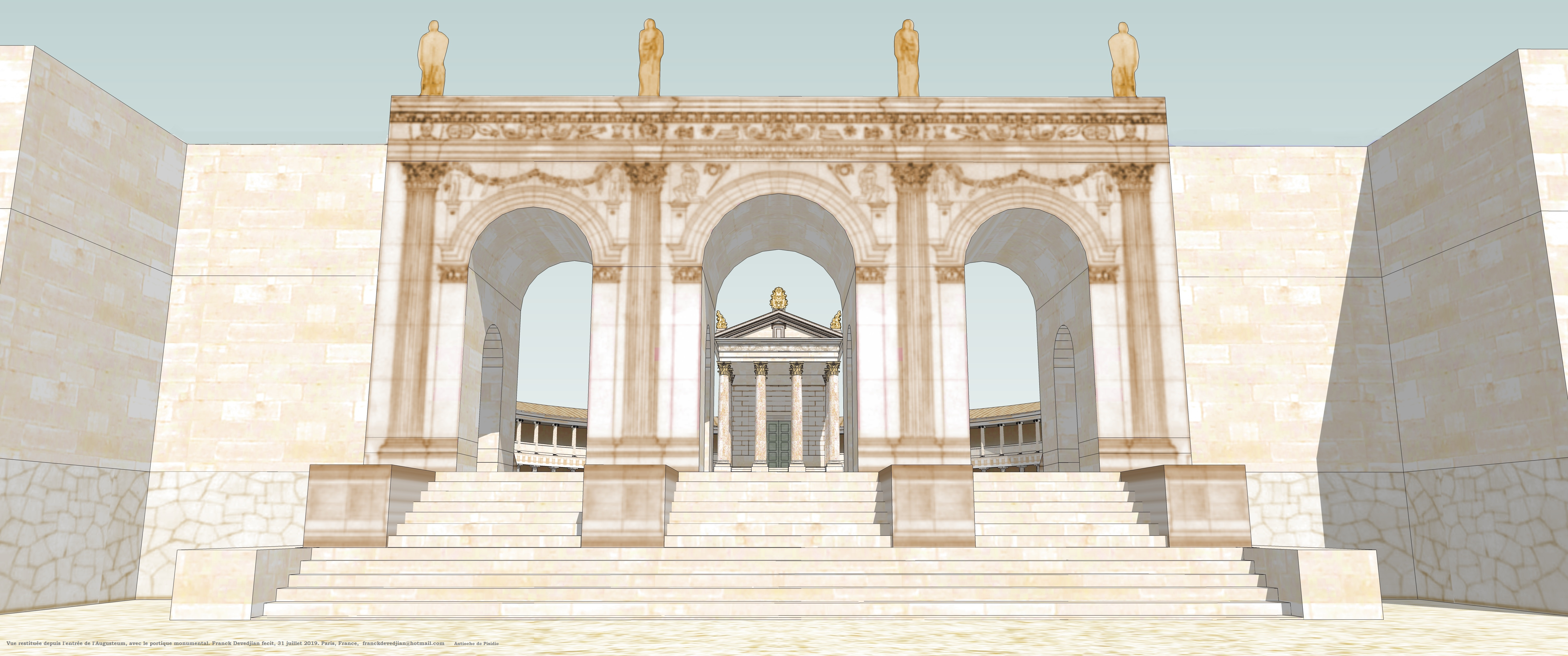
입구 문
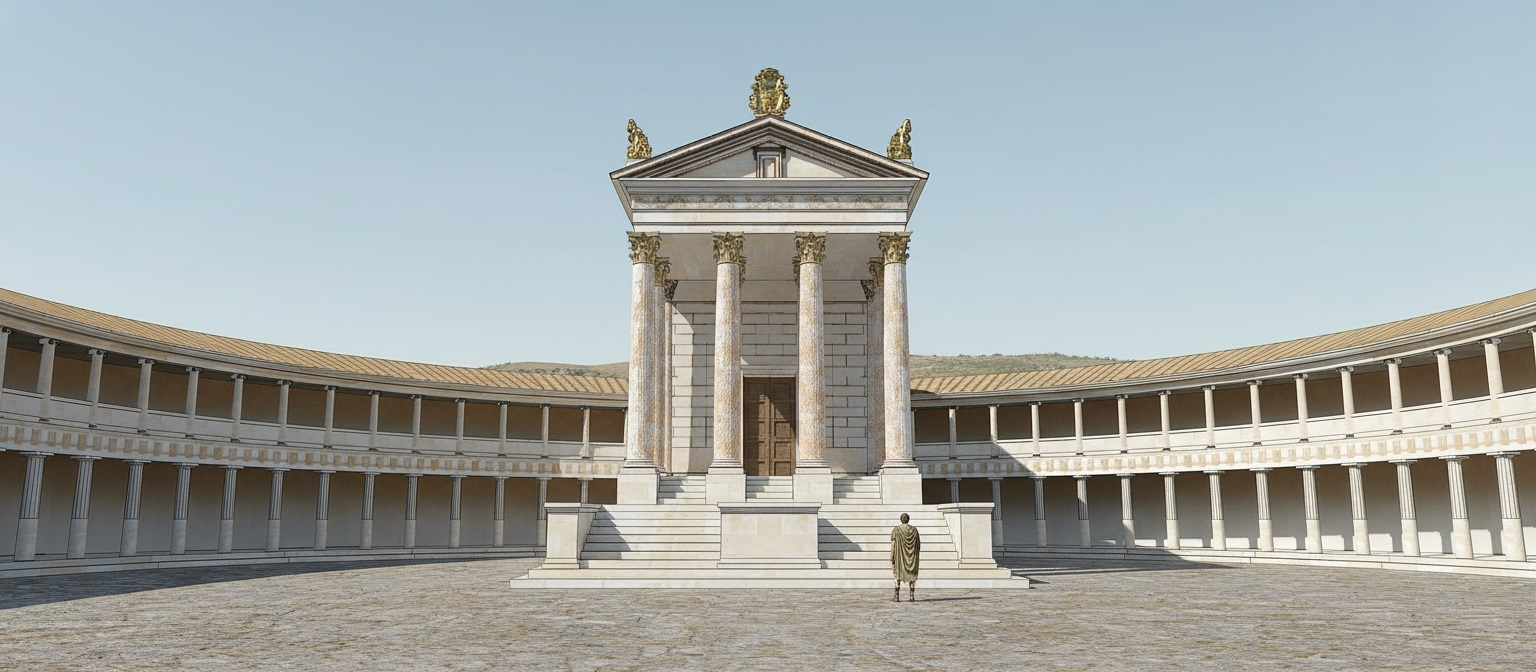
신전 전경
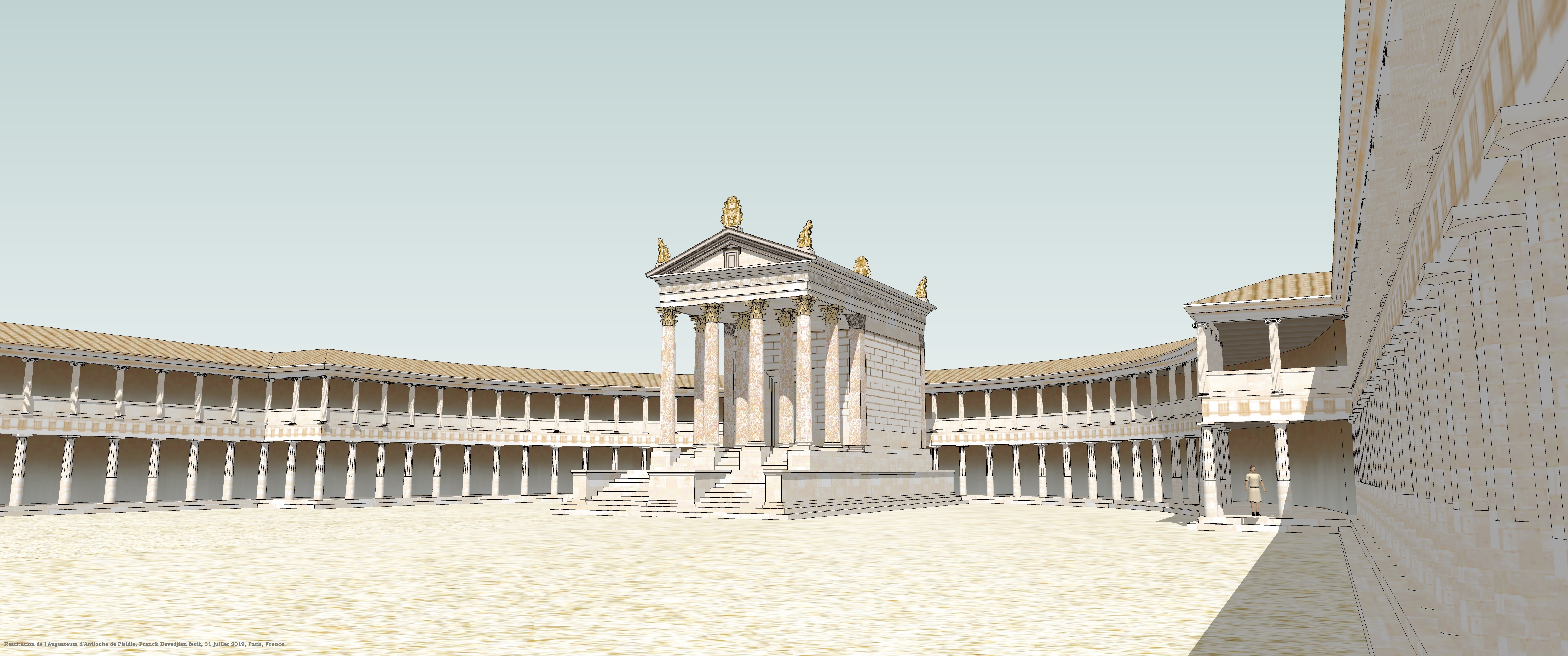
전체 전경
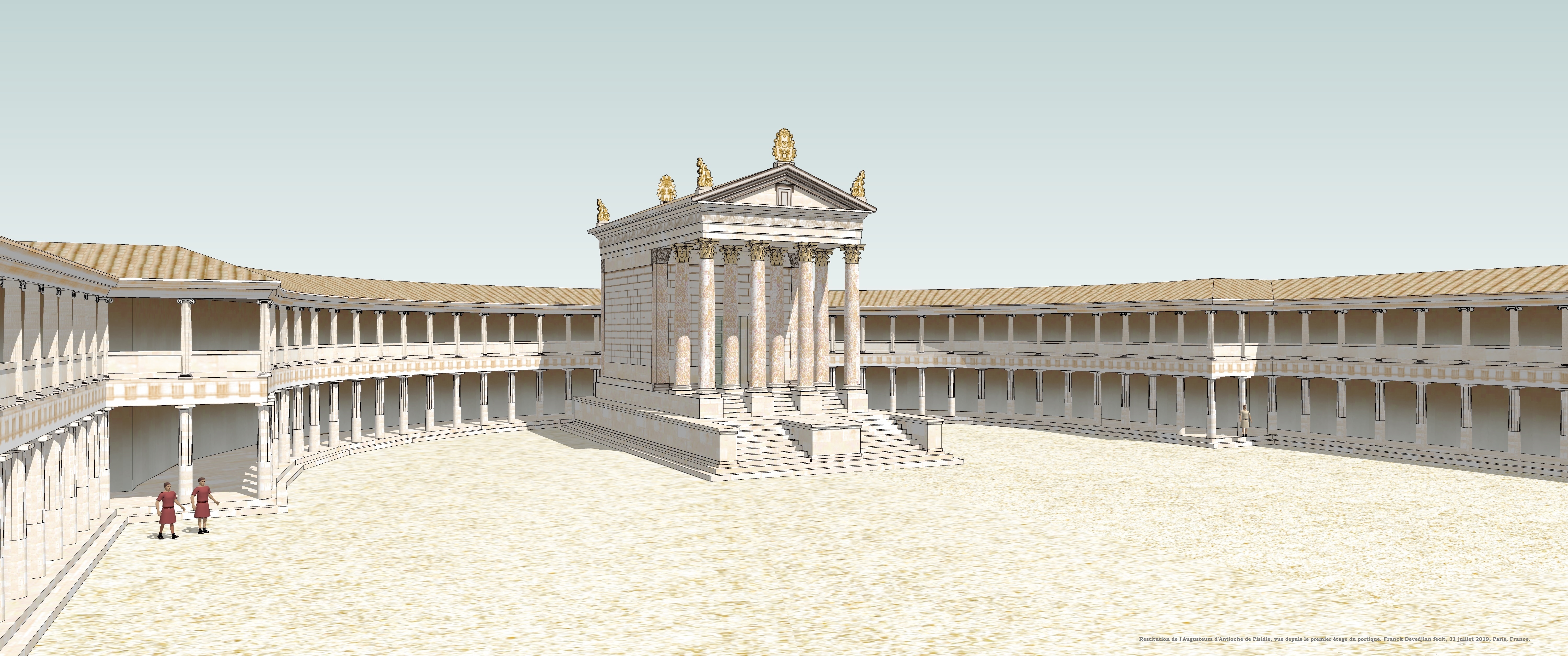
1층 전경
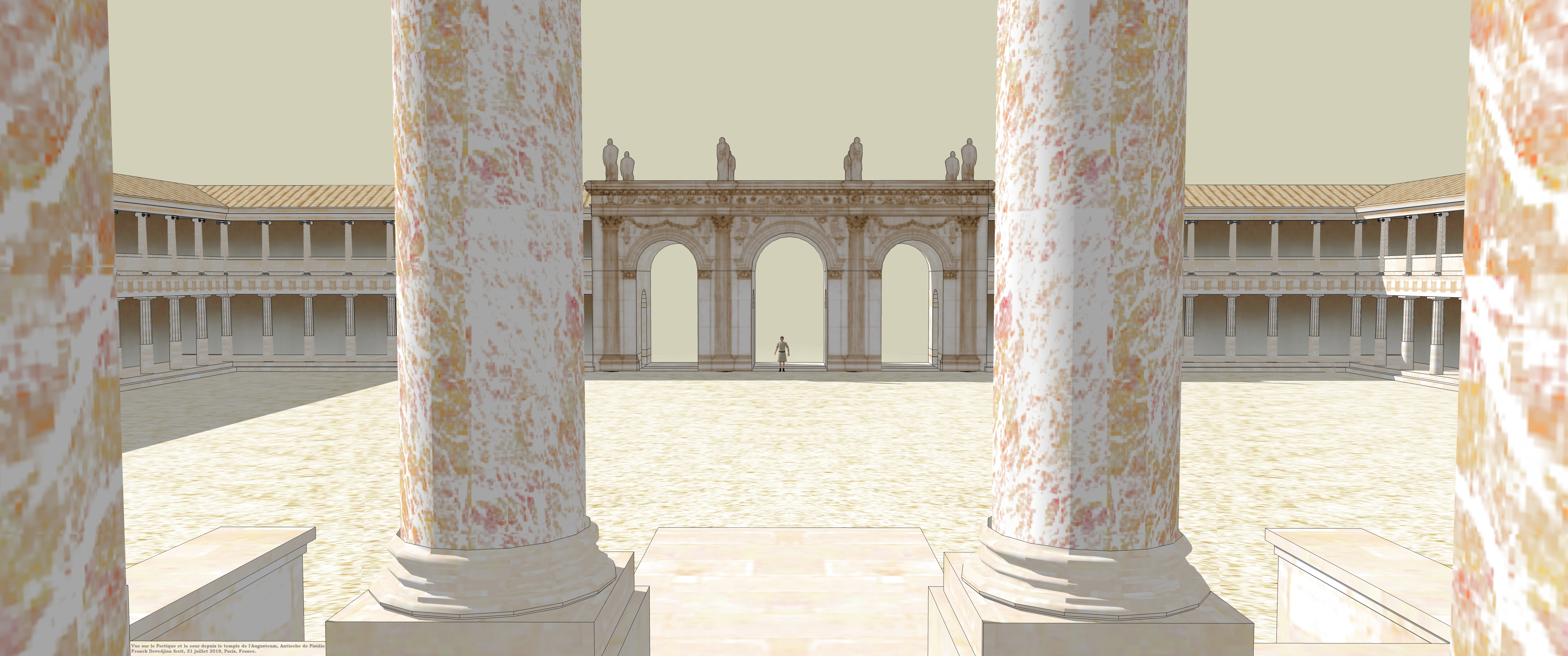
주랑 현관에서 본 전경

### 님페움과 급수 시스템

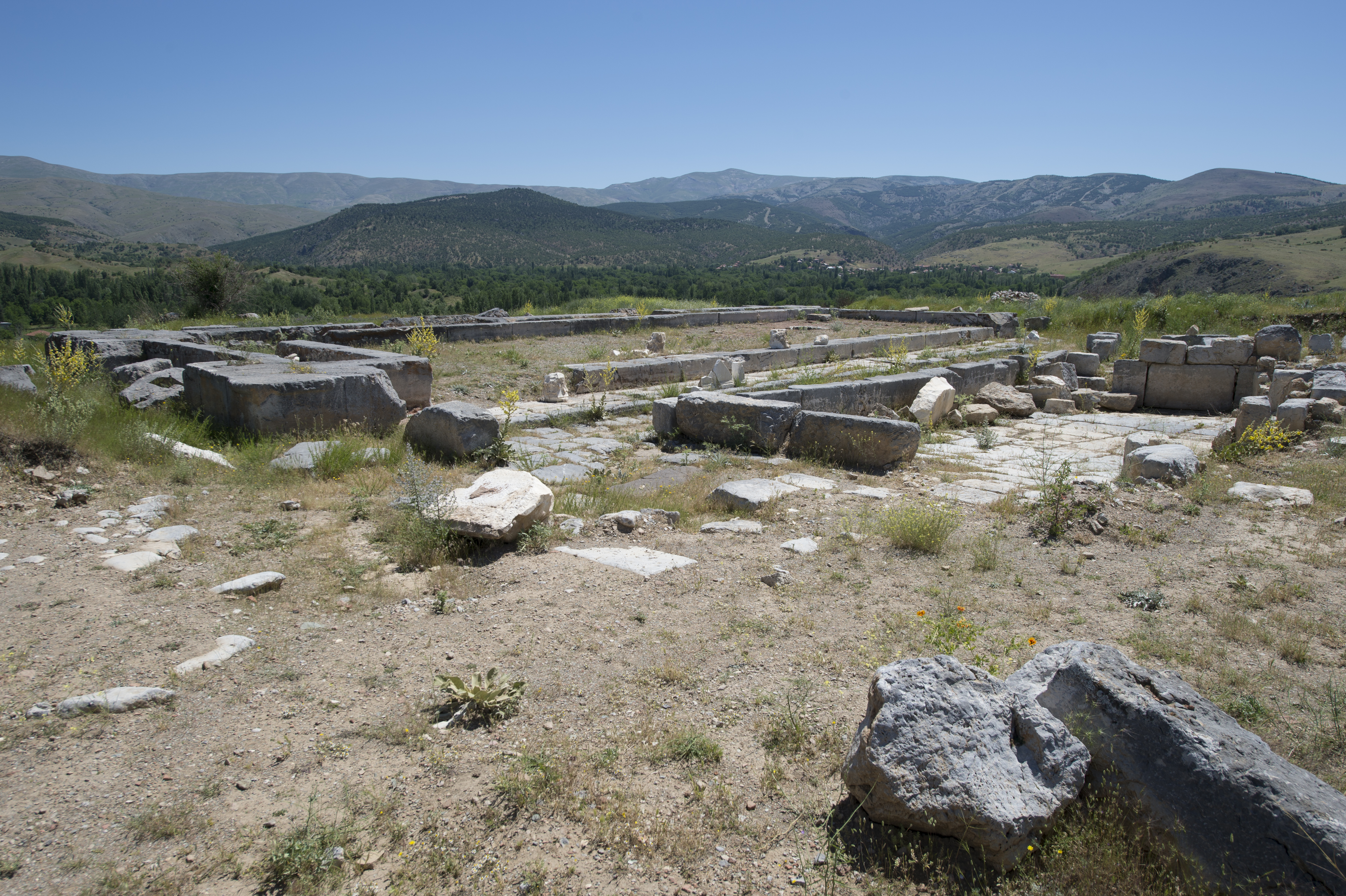
피시디아의 안티오키아 님페움

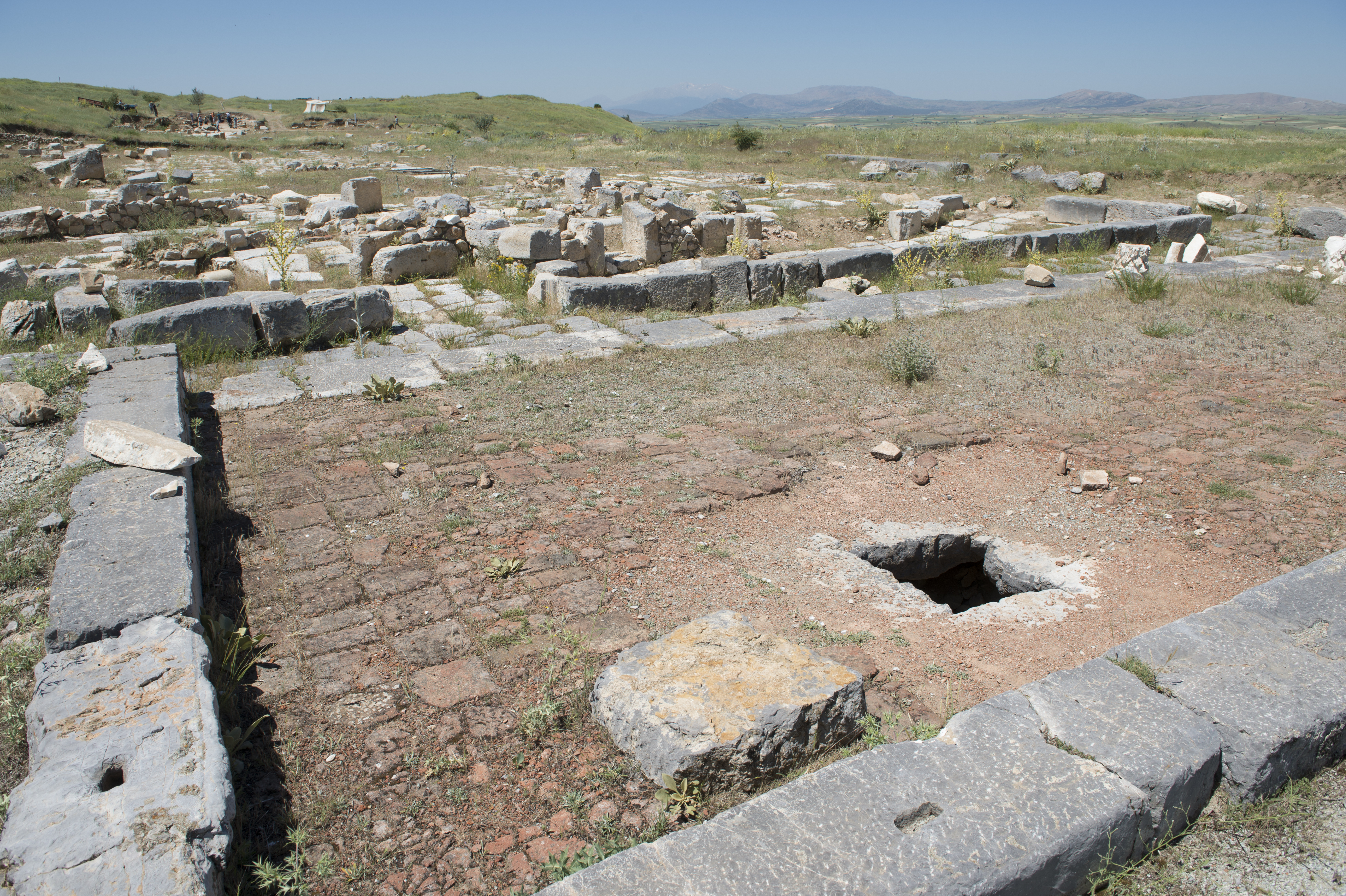
피시디아의 안티오키아 님페움

아우구스테움에서 카르도 막시무스로 돌아와 도시 북쪽으로 계속 가면 카르도 시작점에 님페움이 있다. 이 건물은 큰 U자형으로 지어졌으며 수로를 통해 들어오는 물을 모아 도시 전체에 분배하는 역할을 했다.
님페움 단지는 유입되는 물을 모으는 27x3m의 저수지, 높이 9m의 장식된 정면 건물, 그리고 27x7m, 깊이 1.5m의 연못으로 구성되었다. 단지 바로 뒤에는 술탄산맥의 "수치칸" 수원지에서 약 11km 떨어진 도시로 물을 공급했던 용수로의 잔해가 보인다. 현대 도시 얄바치도 오늘날 같은 수원지에서 같은 물을 사용한다.
님페움 발굴은 기초만 드러났으며, 몇몇 섬세한 대리석 유물만으로는 정면의 장식을 해석하기 어렵지만, 다른 로마 도시들의 것과 유사했을 것이다. 이 건물과 관련된 비문은 발견되지 않았다.
고대 로마에서 수도 시설은 도시화의 발전과 함께 나타났으며, 안티오키아에서는 잘 보존된 이러한 구조물의 예시를 볼 수 있다. 특히 팍스 로마나(로마의 평화)의 결과로, 급성장하는 인구의 필요를 충족시키는 문제는 이러한 구조물로 해결되었다. 수로 아치는 물의 무게를 견딜 수 있도록 튼튼하게 건설되었으며, 많은 지진에도 불구하고 여전히 서 있다.
안티오키아에서는 산맥의 1465m 고도에서 오는 물이 11km를 거쳐 도시로 운반되는데, 지형에 따라 때로는 수로, 때로는 터널, 때로는 1층 또는 2층의 아치 위에서 돌과 토기 관을 통해 1178m 높이의 님페움으로 전달된다.
이는 수원지와 님페움 간의 287m 고도 차이에 걸쳐 평균 2.6%의 경사를 의미한다. 이러한 경사에서는 수압이 높고, 유량 압력은 단계적으로 낮아졌으며, 시스템 끝의 사이펀 수로에 도달했을 때에는 경사가 0.02%에 불과하도록 유량을 제어했다. 이러한 실험적 공학 기술 덕분에 수세기 동안 매일 3000세제곱미터의 물이 문제없이 도시에 분배되었다. 따라서 님페움의 높이는 플라테아와 같은 도시의 더 높은 지점에 물을 공급하기 위해 최소 9m가 되어야 하며, 오웬스는 공급의 일부가 밀폐된 가압 튜브였을 것이라고 제안했다.
약 200미터 길이의 수로는 언덕에서 볼 수 있으며, 파괴된 부분은 님페움까지 이어지는 선을 따라 추적할 수 있다.
여전히 서 있는 아치들의 높이는 5m에서 7m 사이이며, 거대한 블록으로 된 교각들은 평균 4m 높이이며 바닥 면적은 4 m2 (43.06 ft2)이다. 블록들은 깊은 아나트로시스가 있는 보사주 처리되어 전체 구조에 견고함을 더한다. 아치 다리 아래의 선들은 구조물의 무거움을 감추고 가벼운 외관을 제공한다. 쐐기돌에는 장식이 없어 건물이 주로 기능적인 목적을 가졌음을 보여준다. 두 교각 사이의 거리는 3.8m에서 4.7m 사이로 다양하다.
쐐기돌은 때로는 하나, 때로는 두 개이며, 둥근 아치의 석조는 다르지만 수로는 통일된 모습을 보인다. 이러한 강도나 견고함의 원인은 아치 건축의 완벽함에 달려 있다.
엔타블러처는 완전히 파괴되었지만, 약 25cm 구멍이 있는 많은 석제 급수관(스페쿠스 카날리스)이 현장에서 볼 수 있다.
님페움과 급수 시스템은 안티오키아가 콜로니아 카이사레아가 된 1세기 전반기로 거슬러 올라간다.

## 목욕탕

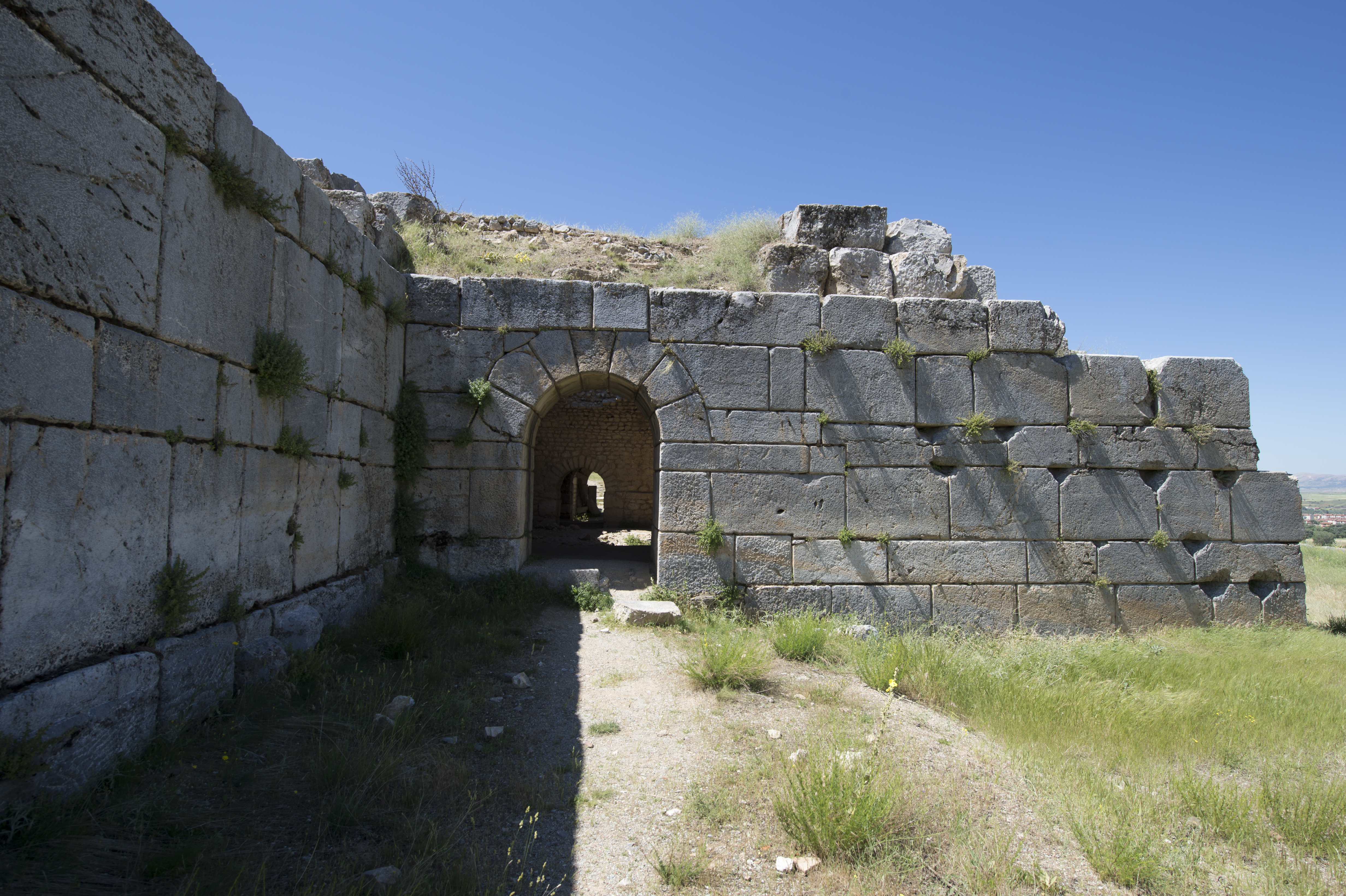
피시디아의 안티오키아 로마 목욕탕 (혹은 아닐 수도)

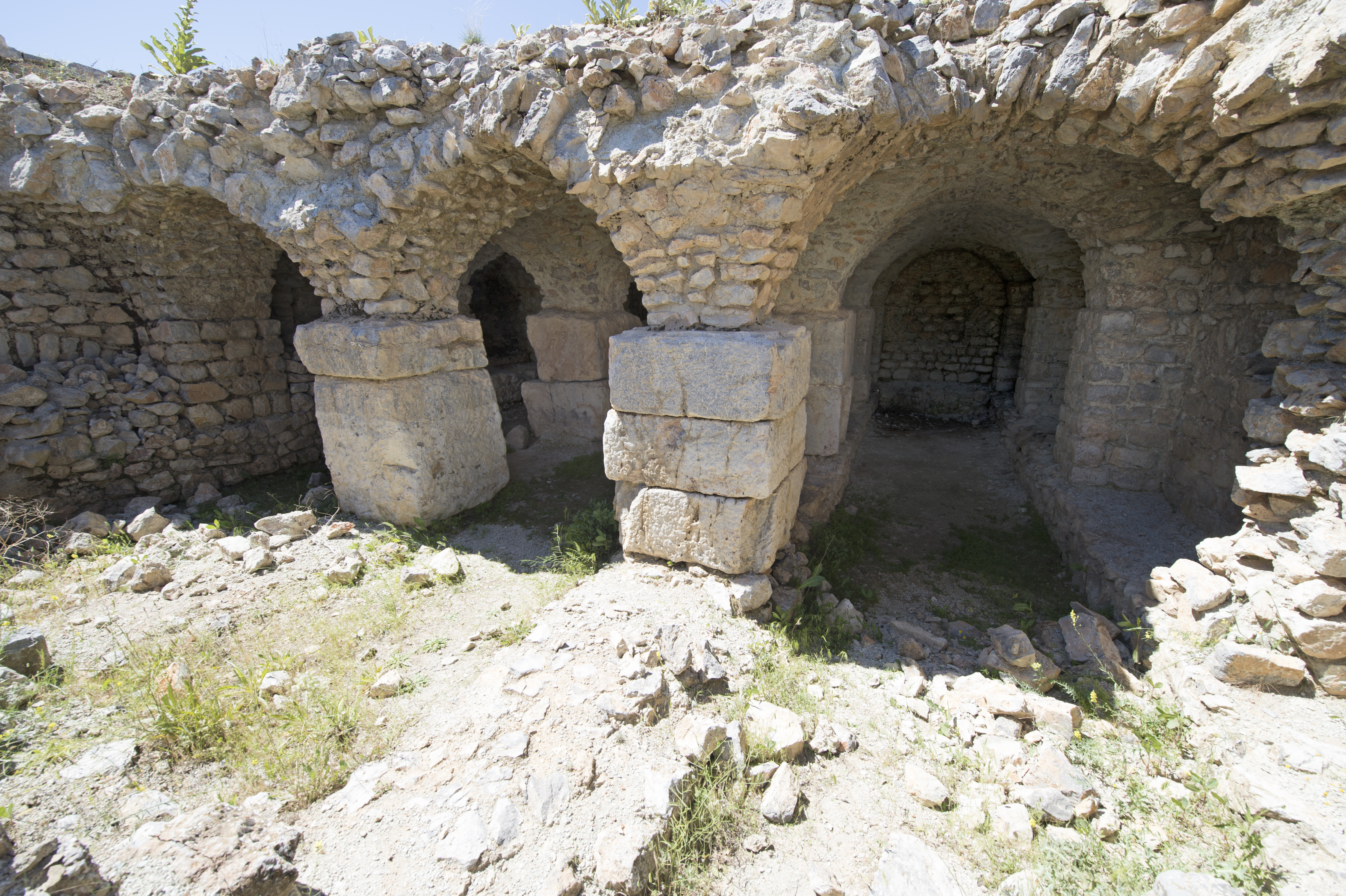
피시디아의 안티오키아 로마 목욕탕 (혹은 아닐 수도)

목욕탕은 도시의 북서쪽 모퉁이에 위치하며, 지난 150년 동안 연구자들의 큰 관심을 받지 못했다. 대부분의 연구자들은 이 건물을 아치형의 거대한 복합 단지로 보았지만, 건물의 기능에 대해서는 언급하지 않았다. 최근 타슐르알란이 지휘한 발굴로 건물 7개 구역이 발굴되었지만, 70x55m에 달하는 복합 단지의 중요한 부분은 여전히 매장되어 있어 계획이 아직 명확하지 않다. 이 건물이 실제로 목욕탕인지 여부에 대한 불확실성은 여전히 남아있다.
예를 들어, 햇빛과 바람 요인 때문에 아나톨리아의 목욕탕 입구는 남쪽이나 동쪽에 있었지만, 여기는 상황이 달라서 입구가 서쪽과 북서쪽에 있다. 또한 급수 및 난방 시스템의 명확한 흔적이 없으며, 이 상황에서 이 건물은 거대한 구조물을 강력한 아치 위에 지탱하는 거대한 건물의 하부처럼 보인다. 또한 건설된 지역의 경사 때문에 아치는 경사면에 건물을 위한 기초처럼 보이도록 하는 해결책을 제공한다. 예를 들어 페르가몬에서는 트라야네움에 같은 방식이 사용되었다.
그러나 추가 발굴이 반대를 증명할 때까지 이 건물은 목욕탕으로 받아들여질 수 있다.
목욕탕으로 취급한다면 이 건물은 님페움에서 합리적인 거리에 있다. 건물 북쪽 벽의 외부 모습은 서쪽 성벽의 반원형 요새와 유사하다. 따라서 이 구조물의 거대한 외벽도 아직 인식되지 않은 계획으로 요새화에 사용되었을 가능성이 있으며, 북쪽 벽의 작은 입구는 난방에 필요한 목재 공급을 위해 사용되었을 것이다. 이 건물의 석조는 안티오키아에서 볼 수 있는 가장 강력한 작업이며, 수천 년 동안 건물이 서 있을 것처럼 보인다.
발굴 중 정리된 방들에서 일부 공간이 의도적으로 채워졌음이 확인되었다. 막히고 모르타르로 채워진 벽의 양식은 다른 세기의 기술을 보여주며, 건물이 오랜 기간 동안 사용되었고, 아마도 다른 목적을 위해서도 사용되었음을 보여준다.
단지 동쪽에 있는 38x29m의 코트는 팔레스트라로 확인되었으며, 건물과 유기적으로 연결되어 있다. 코트는 기둥이 있는 주랑 현관으로 둘러싸여 있지만, 계획은 아직 명확하지 않다.
한 방에서는 바닥 난방 시스템(히포카우스토)의 잔해가 구운 점토관과 직사각형 벽돌 기둥의 형태로 볼 수 있지만, 이 건물은 목욕탕이라면 중앙 난방 오븐은 동쪽이나 남쪽에 있어야 하므로 그곳까지 연결되지 않을 것이다. 발굴을 계속하면 건물의 기능과 단계들을 파악할 수 있을 것이며, 이 경우 이 건물은 80x55m인 피시디아의 사가라소스 목욕탕과 비교될 수 있다. 건물 건설의 시작 시기는 수로와 님페움처럼 서기 1세기 전반기로 거슬러 올라간다.

## 경기장
후기 방어벽 바깥쪽, 대성당 맞은편에는 작은 계곡이 보인다. 최근에야 경기장으로 인식되었다. 건물 블록은 모두 사라졌지만, 운동 경기와 시합을 위한 약 190x30m 크기의 U자형 경기장 흔적을 볼 수 있다.

## 대성당

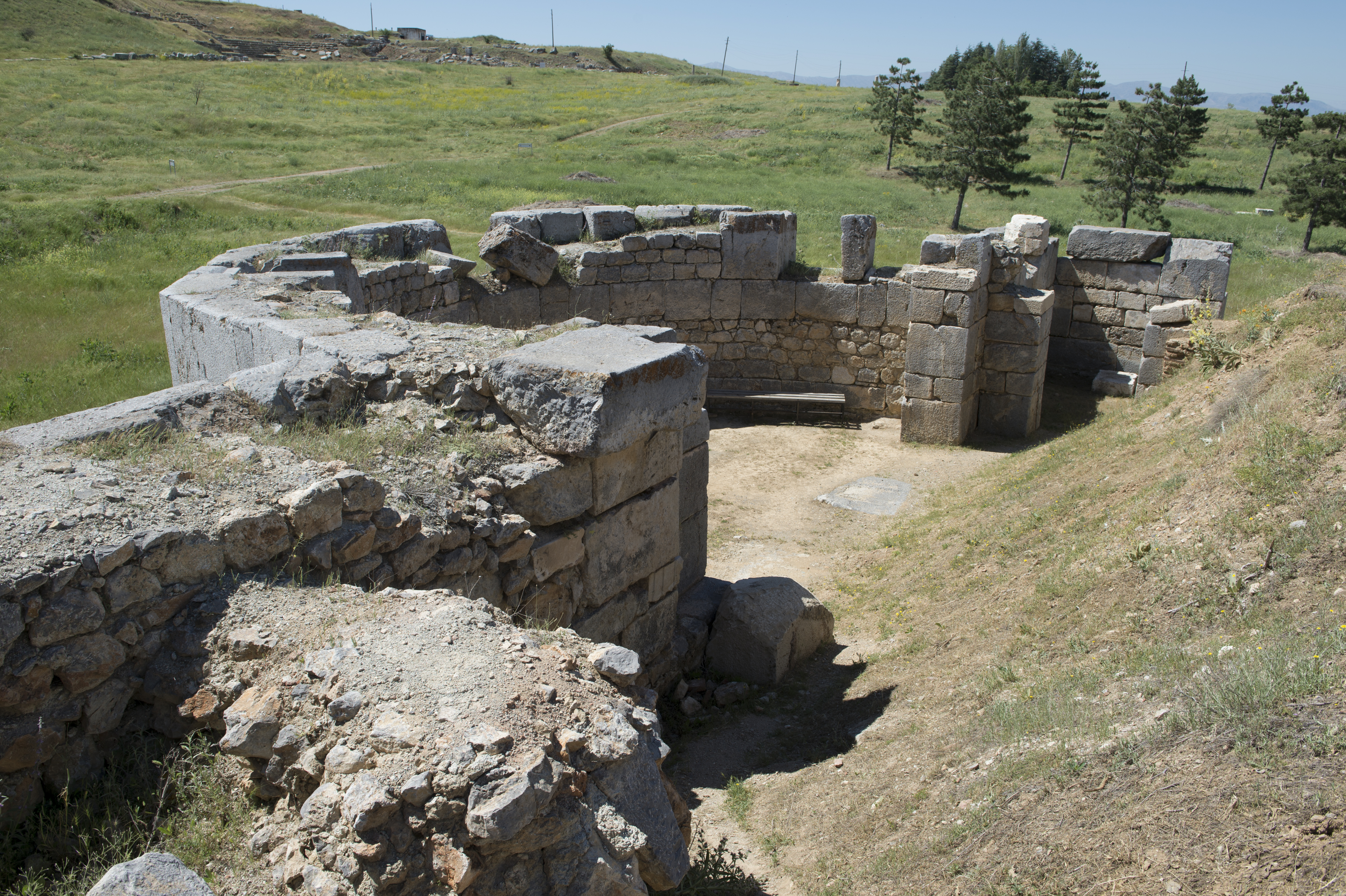
피시디아의 안티오키아 성 바울로 교회

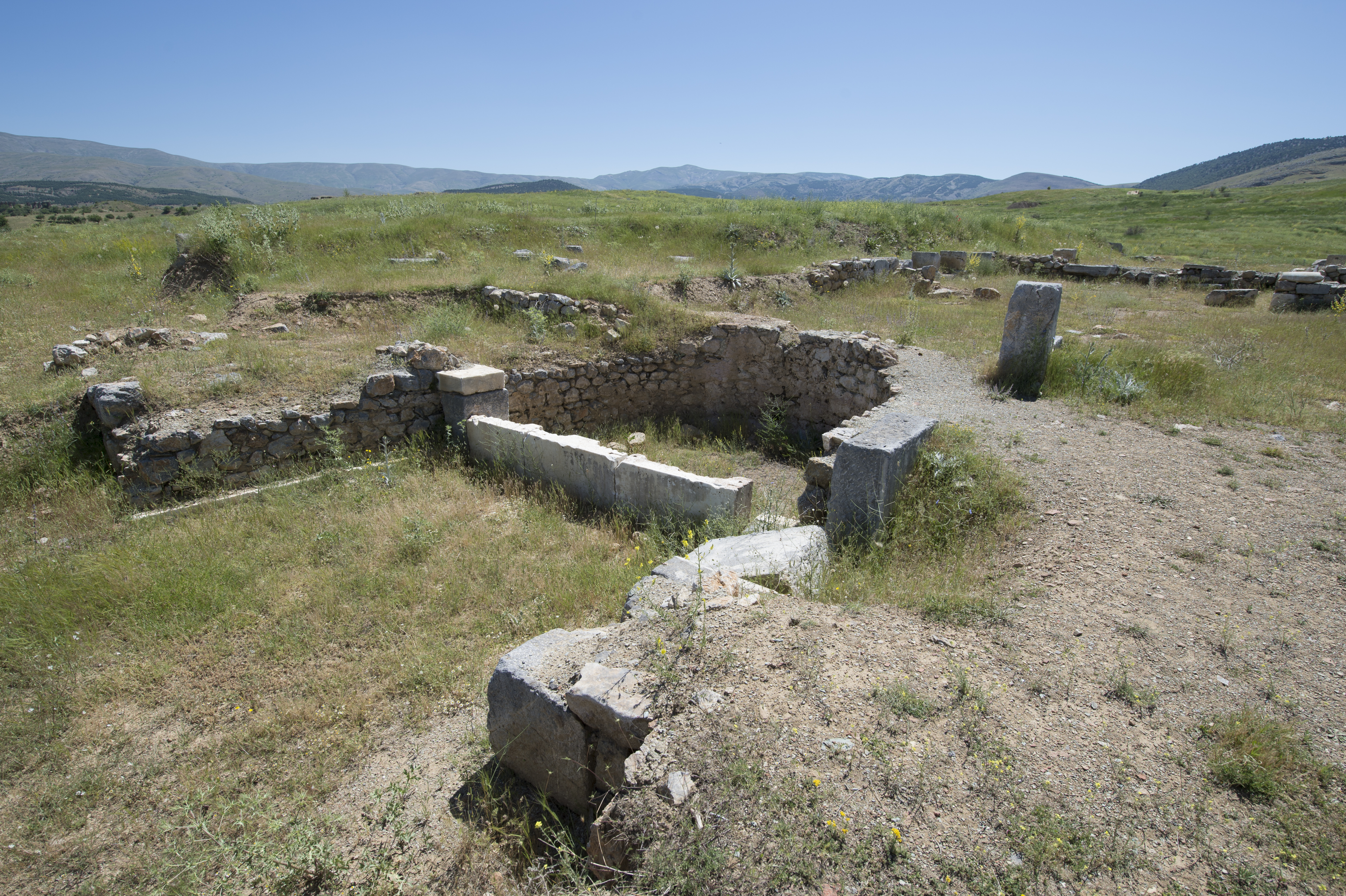
피시디아의 안티오키아 성 바울로 교회 분수

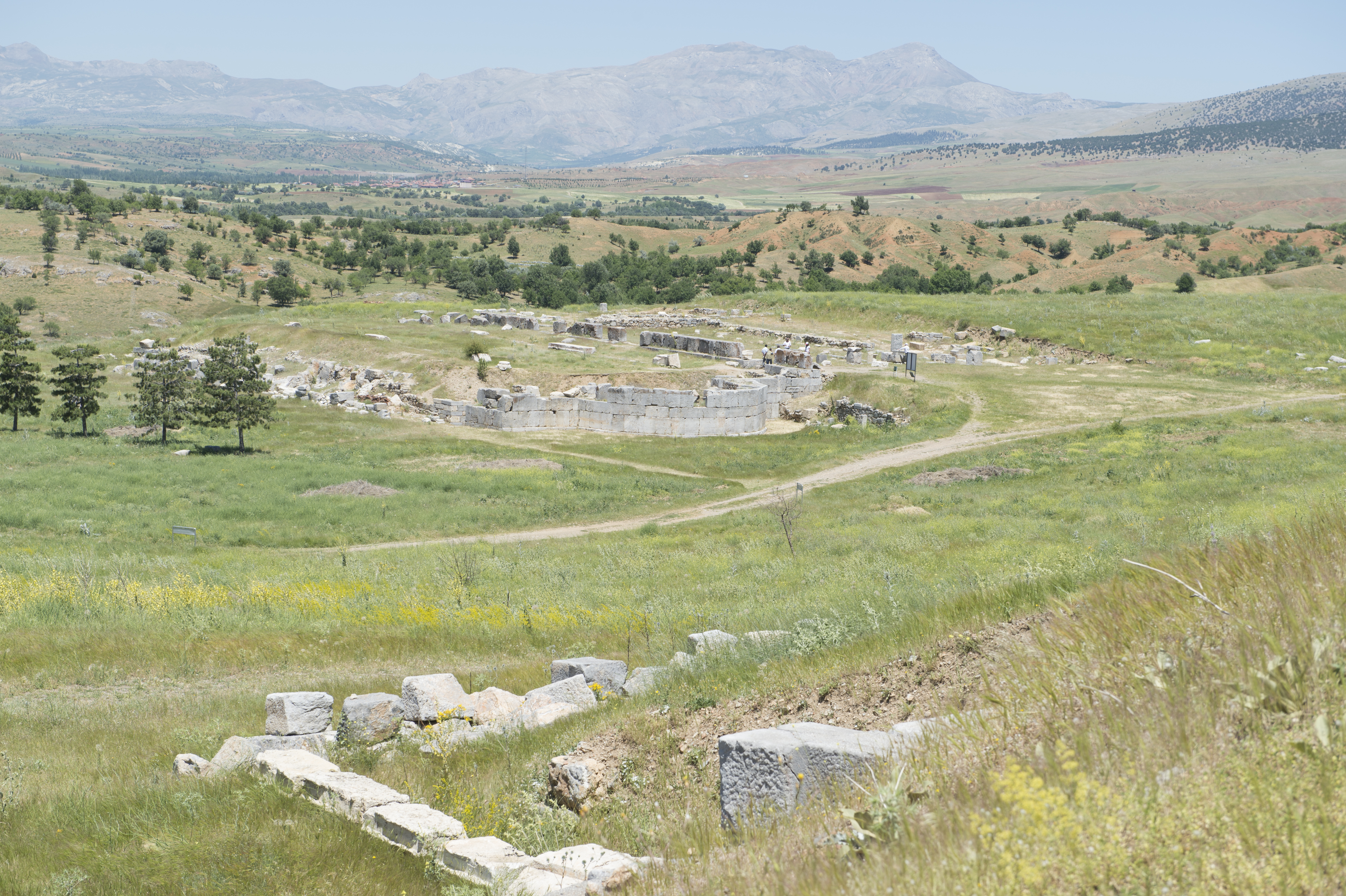
피시디아의 안티오키아 성 바울로 교회 극장에서

안티오키아에서 가장 중요한 건물 단지 중 하나는 도시 북서쪽, 외벽 근처에 있는 대성당이다. 아룬델이 처음 이 건물을 바실리카로 식별했으며, 그가 출판한 평면도는 이후 연구자들에게 지침이 되었다. 이 바실리카는 1924년 미시간 팀에 의해 처음 발굴되었고, 그 후 80년 동안 다시 매장되었다가 최근에 타슐르알란이 건물 외부를 정리하고 앱스에서 시굴 조사를 수행했다.
이 건물은 동서 방향으로 70x27m이며, 27x13m의 현관이 방어벽에 붙어 있다. 그 형태는 앱스, 중앙의 넓은 신도석, 양쪽의 두 개의 좁은 신도석을 갖춘 바실리카의 모든 특징을 반영한다. 앱스의 외벽은 팔각형 평면이다.
바실리카는 시간이 지남에 따라 평면이 변경된 것을 보여준다. 아마도 4세기 말에 앱스와 신도석이 오늘날 보이는 바닥 높이까지 채워지고, 채워진 공간은 압축되어 모자이크로 덮였다. 이 단계에서 건물 북쪽에 세 개의 새로운 입구가 추가되었고, 북쪽의 안뜰도 이 시기로 거슬러 올라간다. 바실리카의 중앙 축은 모자이크 바닥의 중앙 축과 달라 구조 변경을 보여준다. 로빈슨 팀이 발굴한 모자이크는 오늘날 약 30cm의 흙으로 덮여 있으며, 1924년 사진은 직사각형 틀 안에 기하학적인 꽃무늬가 있었음을 보여준다.
중앙 신도석의 앱스 시작 부분, 즉 제단이 있어야 할 곳에서 381년 콘스탄티노폴리스 공의회에서 안티오키아를 대표했던 옵티무스 주교의 이름이 새겨진 모자이크 비문이 발견되었다. 이 날짜는 소아시아에 바실리카 교회가 건축되기 시작한 시기이다. 이는 또한 대성당의 연대를 확고히 한다. 따라서 안티오키아의 대성당은 아나톨리아에서 가장 초기의 초기 기독교 교회 중 하나로 알려져 있다. 다른 예시는 다프네에 있는 성 바빌라에게 헌정된 안티오키아의 또 다른 오론테스 강변의 안티오키아에 있다.
앱스(apse)는 직경 10.8m이며, 중앙 본당은 팔각형 기단 위에 서 있는 13개의 기둥 두 줄로 나뉘어 있다. 채워진 부분 아래에는 본당의 초기 건설 단계가 있다. 최근의 시굴 조사는 양쪽에 아치형 기초의 흔적을 보여준다. 아마도 이 위에 2층이 놓였을 것이다. 이 아치들은 나중에 채워졌고, 옵티무스 시대의 기둥들이 이 채워진 표면에 세워졌다. 북쪽 벽에는 3개의 문이 추가되었는데, 중앙 문은 폭이 4m이며, 남쪽 벽에는 2개의 문이 추가되었다. 북쪽 입구는 중앙 의례 마당으로 연결되며, 이곳은 L자형 주랑 현관으로 둘러싸여 있다. 이 마당의 모든 재료는 이전 건물에서 재사용된 것이다. 마당 북쪽에는 세례당 풀이 바실리카 단지에 추가되었고, 풀 옆에 모자이크가 깔린 건물의 기초는 아마도 주교의 거주지였을 것으로 보인다.
피시디아에는 이 바실리카와 비교할 만한 교회가 없으며, 사가라소스, 테클라, 아나바르주스, 코리코스 교회보다 더 오래되었다. 확장된 극장, 새로운 아고라, 확장된 요새 등 4세기 후반의 증거들은 이 도시가 5세기 초에 가장 번성했던 시기 중 하나를 맞이했음을 보여준다.
타슐르알란 박사는 얄바치 시장에서 발견된 제단을 통해 대성당을 "성 바울 교회"로 식별했으며, 바실리카 남쪽 벽의 기초가 성 바울로가 처음 이방인들에게 설교했던 회당에 속한다고 주장한다.
그 제단은 6세기로 거슬러 올라가며, 거친 비문은 "AGIOS PAULOS"라고 쉽게 읽을 수 있다. W.M. 칼더가 1911년 보고서에서 얄바치 목욕탕에서 발견된 이 제단을 처음 언급했으며, 그것이 미지의 성 바울 교회에 속할 수 있다고 말했다. 칼더의 그리스인 가이드였던 포드로모스가 제단의 비문을 처음으로 번역한 사람이다.
바실리카가 초기 단계에서 다른 목적으로 사용되었는지는 명확하지 않다. 모자이크의 보존 및 제거 작업을 통해 옵티무스 시대의 본당 내부를 더 깊이 탐사할 수 있을 것이며, 이는 이 중요한 안티오키아 건물에 대한 더 많은 정보를 제공할 것이다.

## 멘 아스카이노스 성소
안티오키아 동쪽의 인접한 언덕, 높이 약 1600m(안티오키아에서 직선 거리로 3.5km, 실제 거리는 6km)에는 아나톨리아의 신비로운 신들 중 하나인 멘 아스카이노스에게 헌정된 성소가 있다. 이 언덕은 게멘 코루수(게멘의 숲) 또는 카라쿠유(동로마 제국 시대 교회의 마른 샘 옆에 있는 검은 우물 때문에)로 알려져 있다. 오늘날에도 이 언덕은 안티오키아의 아버지 신(파트리오스 테오스)의 신성한 나무인 소나무로 인해 매력적으로 남아있다. 이 성소는 남동쪽의 베이셰히르 호수, 남서쪽의 에이르디르 호수, 그리고 400m 아래의 안티오키아 영토를 볼 수 있는 높은 언덕에 세워졌다.
20세기 초, 안티오키아의 발견자는 스트라본의 지리학에 언급된 성소에 대해 궁금해했고, 램지 팀은 성소로 이어지는 양쪽에 봉헌 비석이 있는 성스러운 행렬 도로를 발견했다. 그리고 연구자들은 그곳에서 테메노스 안에 있는 사원, 또 다른 작은 사원, 경기장, 안드론, 의례실, 비잔틴 교회 및 집 모양의 미확인 건물을 만났다. 비문들은 기원전 4세기에서 서기 4세기 사이에 오랜 기간 동안 성소에서 지역 신앙의 강력한 컬트가 지배했음을 나타낸다. 이들 중 다수는 매우 독특한 달의 표식과 함께 신전 벽에 직접 새겨져 있다.
램지와 하디는 멘 신전을 "대제단"으로 식별했는데, 아마도 페르가몬 제단과의 유사성 때문일 것이다. 이듬해 그들은 그 건물을 인식하고 "특이한 모양의 작은 신전"이라고 식별했다.
특히 안티오키아를 향한 남쪽-남서쪽 테메노스 벽에서는 멘에게 도움, 건강, 보호를 간청하고, 죄, 꿈, 용서를 빌고 감사를 표하는 등 파트리오스 테오스와의 삶을 나눈 봉헌 비석에 새겨진 많은 비문이 발견되었다.
이 신전은 11x6개의 기둥을 가진 페리프테랄 이오니아 양식 신전이다. 크기는 포디엄 기단에서 31x17.4, 포디엄에서 25x12.5이다. 포디엄의 남서쪽-북서쪽에는 10개의 계단이 있고, 남동쪽-북동쪽에는 6개의 계단이 있다.
유적지와 다른 건물들은 상태가 좋지 않다. 조사는 이루어졌지만, 유적지는 아직 발굴되지 않았다. 기독교의 성장과 함께 아나톨리아의 지역 다신교 종교 유적지와 황제 숭배와 같은 수입 컬트 유적지는 4세기에 체계적으로 훼손되었다. 이것이 오늘날에도 건물의 평면 사양을 명확하게 볼 수 없는 이유이다.

## 얄바치 박물관
이 지역에서의 지속적인 연구는 얄바치를 피시디아 지역에 대한 관심의 중심으로 만들고 있다. 지난 세기 초부터 연구와 발굴은 박물관의 필요성으로 이어졌다. 일부 초기 발견물은 콘야 박물관으로 갔다. 미국 발굴에서 발견된 유물들은 처음에는 고등학교에 보관되었지만, 원주민들이 많은 다양한 물건들을 가져오기 시작하면서 얄바치에 박물관을 건립해야 할 필요성이 생겼다. 1947년에는 발굴조차도 이 급증하는 물건들 때문에 저장고를 짓기 위해 중단되었다.
한동안 유물들은 얄바치 공공 도서관에 전시되었지만 필요는 계속되었고, 현재 건물은 1963년에 착공되어 1966년에 완공되었다.
박물관은 선사시대관, 고전관, 민족지관으로 구성되어 있으며 중앙에는 정원이 있고, 월요일을 제외하고 매일 08:30부터 17:30까지 개관한다.

### 선사 시대 관
입구 바로 왼쪽에 화석 유물이 전시되어 있는데, 이들은 얄바치에서 17km 떨어진 작은 마을 토크마지크에서 발견되었다. 이 유물들은 7백만에서 8백만 년 전의 후기 마이오세 시대에 속하는 여러 포유류의 잔해이다.
연속된 창문에는 얄바치 지역의 17개 선사 시대 정착지 언덕 주변을 탐사한 마을 주민과 측량사들이 발견한 초기 청동기 시대 유물들이 전시되어 있다. 이 유물들, 즉 구운 점토 컵과 항아리, 여러 돌 유물, 도끼, 저울추, 인장, 조각상 등은 레이크 디스트릭트의 특징적인 양식을 반영한다.

### 고전관
이 홀은 박물관의 중앙 부분에 있으며, 대부분 안티오키아 발굴에서 발견된 유물들을 소장하고 있다. 전시된 유물들은 조각상, 조각상 파편, 초상화, 그리고 부조들로, 모두 아나톨리아의 정서와 융합된 고대 로마 식민지의 문화를 반영한다.
항아리, 보석, 향수병, 테라코타와 청동 조각상, 대리암 소조상, 멘 성소에서 온 봉헌 비석, 그리고 초기 십자가의 예시와 같은 일상용품들이 풍부하고 집중적인 컬렉션을 형성하며 전시되어 있다.

### 민족지 관
12세기부터 얄바치에 정착한 튀르키예 문화의 아름다운 예시들이 이 갤러리에 전시되어 있다. 특히 인상적인 것은 조각된 나무 굴뚝, 천장, 문, 옷장이다. 다른 진열장에는 옷, 장신구, 무기, 메달과 같은 일상용품들이 전시되어 있다.

### 정원
이곳에는 안티오키아 유적지에서 나온 건축 유물과 얄바치 및 그 주변에서 발견된 많은 돌들이 전시되어 있다.
박물관의 발전은 연구를 통해 계속되고 있다. 현재 보관 중인 유물들을 전시하기 위한 더 큰 박물관의 필요성이 있다. 동전, 필사본, 무기, 부조, 조각상 파편들은 여전히 새로운 갤러리에 전시되기를 기다리고 있다.

## 주변 마을
얄바치 주변의 마을들은 피시디아 안티오키아 고대 도시의 혈통을 가졌을 것으로 추정된다. 미첼 램지라는 영국인 탐험가는 이 지역의 고대 이오니아 정착민 노동자 계층과 얄바치 근처의 마나르가 마을을 연결했다. 그는 이 마을의 이름이 고대 아나톨리아 그리스어로 'man-arga' 또는 '노동자 사람들'을 의미한다고 추정했다. 그들의 신은 모든 숙련된 기술과 노동 절약 장치의 신인 헤파이스토스였다. 이 마을은 데데참으로 이름이 변경되었다. 램지는 농부와 사제였던 게레온테스와 아이기코레이스라는 두 부족의 정착민들에 대해 언급한다.
또한 마나르가 마을 근처에는 게레미/게레게미와 외쿠에네스라는 두 마을이 더 있다. 이 마을들은 서로 1km 거리에 있으며, 그 이름들은 게레온테스(농부들)와 아이기코레이스(사제들)와 놀랍도록 유사하다. 언덕 위에 위치한 외쿠에네스 마을에는 얄바치로 이어지는 오래된 모래길이 있는데, 이는 고대에 피시디아 안티오키아 고대 도시로 가기 위해 사용되었을 수 있다. 마나르가 마을의 중심부는 매우 높은 언덕이며, 근처에서 고대 인간 뼈가 발견되었다.
램지는 네 번째 이오니아 정착 부족인 호플리테스(군인)에 대해 언급하며, 피시디아의 안티오키아는 비그리스 원주민의 침략을 막기 위한 주둔 도시였다고 말한다. 피시디아를 안티오키아에서 방어한 군인들이 실제로 도시나 그 인근에 살았을 가능성이 높다.
마나르가 마을 남동쪽 끝에서 최근 작은 터널이 발견되었고, 연구자들은 이 터널이 에이르디르 호수에서 직접 시작되는 수로라고 결론지었다. 이것은 오리그마 암피스토몬으로 알려진 특징적인 고대 그리스 수로 터널이다. 에이르디르 호수에서 인근 여러 마을로 이어지는 여러 수로 터널이 있다. 이는 마나르가 마을이 실제로 고대 마을임을 확인시켜 준다.